# George Washington Masonic National Memorial
Il George Washington Masonic National Memorial è un edificio massonico che sorge in Alexandria (Virginia), presso Washington, ed è dedicato alla memoria di George Washington, primo Presidente degli Stati Uniti d'America e massone. La torre è modellata sul Faro di Alessandria in Egitto. Il monumento alto 101 m sorge sulla collina di Shooter's Hill (nota anche come Shuter's Hill) al numero 101 di Callahan Drive. La costruzione iniziò nel 1922, fu inaugurata nel 1932, e l'interno alla fine terminato nel 1970.
Il monumento è collegato da due linee (Blu e Gialla) della Metropolitana di Washington, la cui stazione (King Street – Old Town) dista quattro isolati dal monumento.

## Primi passi commemorativi: Washington Memorial Park
L'idea di costruire un monumento massonico per George Washington fu proposta per la prima volta nel 1852 dalla "loggia madre" dell'area di Washington, Fredericksburg Lodge No. 4 (situata in Fredericksburg, Virginia). Iniziò una ricerca di finanziamenti nelle Grand Lodges (organizzazioni massoniche di livello statale) di tutti gli Stati Uniti per costruire un tempio massonico commemorativo con una grande statua nel vestibolo. Si raccolsero fondi sufficienti a commissionare una statua bronzea a grandezza naturale di Washington, con tutte le insegne massoniche, a un certo scultore Powers che dimorava a Roma. La statua arrivò ad Alexandria all'inizio del 1861, alla vigilia della guerra civile. Rimase esposta ad Alexandria fino all'estate del 1863, quando fu trasferita a Richmond (Virginia). La statua andò distrutta nell'incendio che scoppiò quando Richmond si arrese all'Armata del Potomac, il 3 aprile 1865.
Nel 1909 ripresero vita dei progetti per un monumento massonico, con l'inizio di un monumento concorrente. Fu proposto il sito alternativo di Shooter's Hill, che tempo addietro era stato preso in seria considerazione da James Madison e Thomas Jefferson per erigervi il Campidoglio di Washington. L'8 maggio 1900 alcuni cittadini di Alexandria costituirono la "Washington Monument Association of Alexandria" (WMAA), organizzazione senza scopro di lucro volta alla creazione di un monumento a George Washington nella loro città. Nei primissimi anni questa associazione non ottenne grandi risultati, ma nel febbraio 1908 la WMAA acquisì l'opzione di comprare un appezzamento da 20 ettari che si estendeva tra Shooter's Hill ed il vicino Alexandria Golf Course. La maggior parte del terreno in prossimità a ciascun lato di King Street fu lottizzata ad uso abitativo e venduta, mentre 10 ettari sulla sommità di Shooter's Hill furono riservati al monumento. Il ricavato della lottizzazione coprì l'esborso di tutto il terreno, e ne avanzò per far fronte alla costruzione del monumento.
Un mese dopo l'acquisto di Shooter's Hill, la WMAAA decise che vi avrebbe costruito un parco, invece che un monumento. Circa 6 ettari furono messi da parte per il George Washington Memorial Park, di cui 1,8 ettari dedicati ad un piccolo monumento al suo interno. Il nuovo lotto, denominato Fort Ellsworth (a ricordo di una fortificazione, sorta durante la guerra di secessione, che ai quei tempi occupava Shooter's Hill), fu definito nel novembre 1908, con la relativa pianificazione delle strade pubbliche. (Il lotto era gravato da una servitù che limitava gli acquisti ai soli bianchi.) Il parco fu pronto per l'inaugurazione il 30 aprile 1909 — 120º anniversario dell'insediamento presidenziale di Washington. Fu chiesto di presiedere all'inaugurazione alla Alexandria-Washington Lodge No. 22 (la loggia massonica cui era appartenuto George Washington, arrivando al rango di maestro venerabile). Intervennero alla cerimonia numerose autorità, tra cui il Presidente William Howard Taft, il Vicepresidente degli Stati Uniti d'America James S. Sherman, il Presidente della Camera dei rappresentanti degli Stati Uniti d'America Joseph Gurney Cannon, il Governatore della Virginia Claude A. Swanson, il Virginia Lieutenant Governor J. Taylor Ellyson, i membri del Board of Commissioners of the District of Columbia, il sindaco di Baltimora J. Barry Mahool. (Shooter's Hill fu incorporata nella città di Alexandria il 1º aprile 1914.)

## Formazione della George Washington Masonic National Memorial Association
C'erano parecchie ragioni per cui alla fine i corpi massonici iniziarono ad erigere un monumento. La costruzione del George Washington Memorial Park riaccese l'interesse massonico per la realizzazione dei propri monumenti. Ma un'altra ragione risiedeva nel conservare con sicurezza le cose appartenute a George Washington o già da lui utilizzate ("Washingtoniana"), che al momento erano nella disponibilità della loggia Alexandria-Washington. Essa infatti, nel secolo precedente aveva patito diversi incendi, nel corso dei quali erano andati distrutti parecchi di quei cimeli. Di conseguenza, la costruzione di un edificio resistente all'incendio che potesse ospitare con maggior sicurezza tali importanti reperti fu uno dei principali fattori che animarono la causa del monumento massonico di cui trattiamo in questa sede.
Alla fine del 1907 o al principio del 1908, l'assessore ai tributi di Alexandria Charles H. Callahan (vice maestro venerabile della Alexandria-Washington Lodge No. 22) propose ai confratelli massoni che, alla fine, si dovesse costruire un monumento a George Washington. Callahan propose la costruzione di un tempio monumentale da 10 000 dollari. All'inizio del 1908, la loggia Alexandria-Washington formò un "comitato locale per il tempio monumentale" per esaminare costi e difficoltà correlati all'erezione di un tempio monumentale. Il comitato deliberò una risoluzione che chiedeva a Joseph Eggleston, gran maestro della Gran loggia della Virginia, di approvare la creazione di un tempio monumentale e di concorrere alla creazione di un'associazione commemorativa cui potessero partecipare tutti i massoni e le loro organizzazioni.
Il 7 maggio 1909 la Gran Loggia di Virginia invitò tutte le gran logge USA ad incontrarsi in Alexandria il 22 febbraio 1910 per discutere i progetti per l'organizzazione di una George Washington Masonic National Memorial Association finalizzata a costruire un tempio monumentale. Sia il presidente Taft, sia il rappresentante Champ Clark, il Segretario alla Guerra degli Stati Uniti d'America Jacob M. Dickinson, nonché il governatore della Virginia William Hodges Mann pronunciarono un discorso all'incontro del 22 febbraio. Durante il meeting fu costituita la George Washington Masonic National Memorial Association (GWMNMA) e furono varati dei piani per raccogliere 500 000 con cui far fronte alla costruzione, ed altrettanti per un fondo di dotazione e manutenzione. Thomas J. Shryock, gran maestro del Maryland (e già tesoriere del Maryland e brigadier generale della guardia nazionale di quel medesimo Stato), fu eletto presidente della GWMNMA.
In quel momento, la GWMNMA aveva in programma solo la costruzione di un tempio massonico, e non di un monumento gigantesco. Un piano sarebbe stato riservato ad attività di logge massoniche, mentre in una o più stanze, con elevate caratteristiche di sicurezza (in particolare antincendio), si sarebbero esposte le Washingtoniana e i documenti storici posseduti dalla loggia Alexandria-Washington. Nel febbraio 1911 la GWMNMA era giunta a scartare ogni località diversa da Alexandria come sede del suo tempio monumentale, e si organizzarono le campagne di raccolta fondi. Al contempo la struttura associativa divenne più formale. Ma l'attività dell'associazione nei primi cinque anni, se si esclude la raccolta fondi, non fu particolarmente ragguardevole.

### Scelta del sito

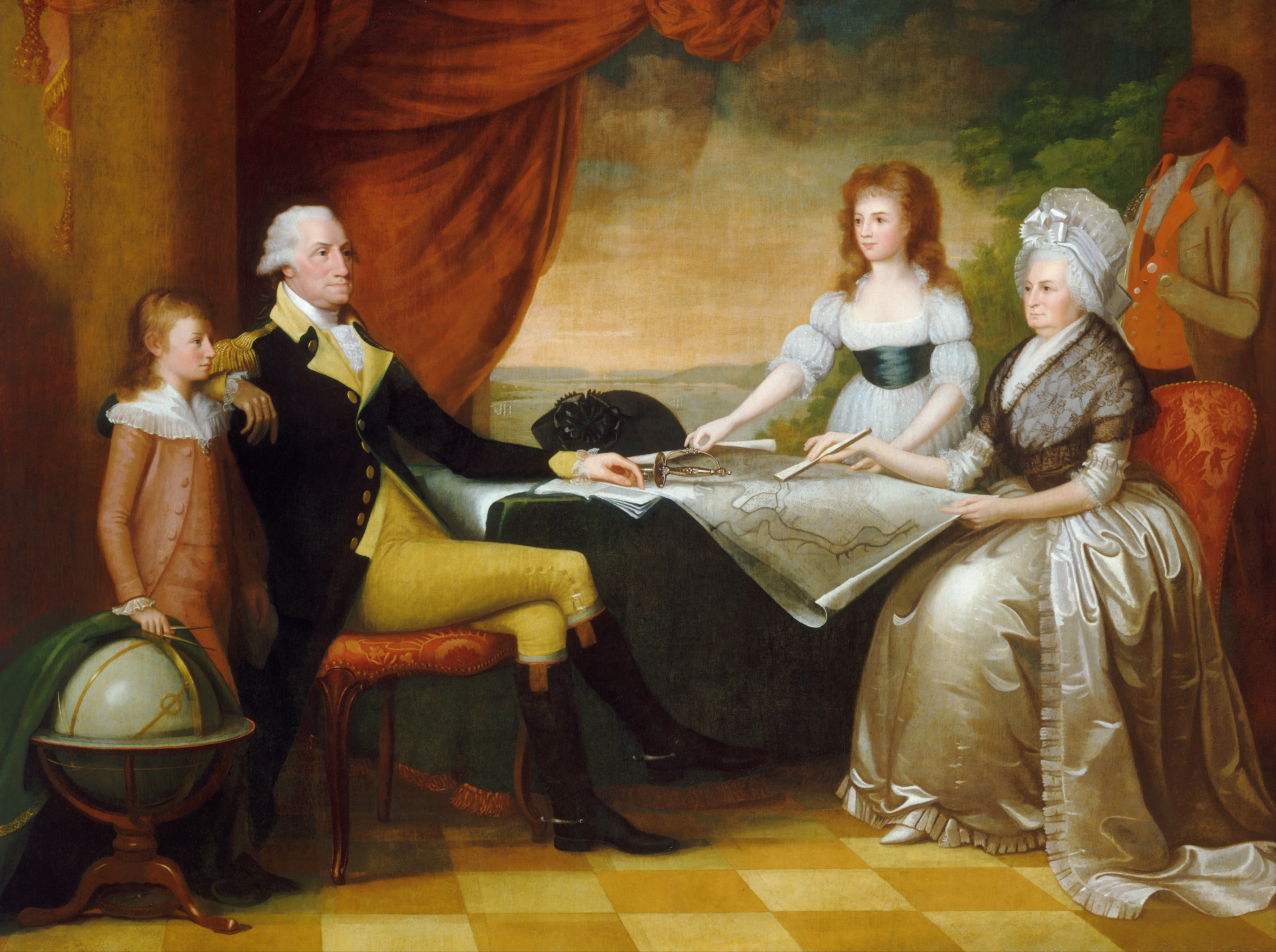
Edward Savage (1761 - 1817), The Washington Family, olio su tela, dal 1789 al 1796 (National Gallery of Art).

Praticamente ogni persona coinvolta nel progetto dai suoi primi anni concordava che il tempio monumentale andasse costruito in Alexandria, per tutto ciò che legava Washington a tale città. Il George Washington Memorial Park sembrava un buon posto, ma quel parco era ancora proprietà privata della WMAA.
Nel settembre 1915, la loggia Alexandria-Washington propose di acquistare vari appezzamenti sulla cima di Shooter's Hill per mille dollari. Più o meno nello stesso momento, il comune di Alexandria discuteva l'opportunità di chiedere alla WMAA di restituire quanto era avanzato rispetto al George Washington Memorial Park. La loggia suggerì che 11 ettari del pendio orientale del parco dovessero destinarsi a giardino pubblico, mentre la rimanenza potesse essere adibita agli scopi preferiti dal comune. Questo piano non fu attuato. Nel dicembre 1915, il comune aveva comprato dalla WMAA tutta Shooter's Hill ed il George Washington Memorial Park tranne un'area di 8 ettari (lotti dal 29 al 38, compreso, del blocco 5) sul pendio settentrionale della collina. In ottobre o dicembre 1915 (le fonti sono in disaccordo sulla data) la loggia Alexandria-Washington acquistò il pendio nord di Shooter's Hill (un rettangolo di 122 m per 61 circa) per mille dollari. L'atto di acquisto imponeva ai massoni l'onere di costruire sulla collina un tempio monumentale (del valore di almeno 100 000 dollari) a George Washington entro dieci anni; in difetto, il terreno sarebbe ritornato al comune di Alexandria.
Assicuratisi il suolo, i massoni iniziarono a progettare la costruzione del monumento. Nel 1917, la loggia Alexandria-Washington riferì che la sua intenzione rimaneva costruire un edificio da 500 000 dollari per ospitare le Washingtoniana (stimate 2 milioni di dollari) che possedeva. La GWMNMA aveva raccolto cinquemila dollari, ed altri 20 000 furono anticipati in donazioni. Il presidente della GWMNMA Thomas J. Shyrock morì il 3 febbraio 1918, e gli successe Louis Arthur Watres (già Lieutenant Governor della Pennsylvania, della cui gran loggia era stato gran maestro). Due settimane più tardi, nell'incontro annuale, l'associazione approvò l'incarico ad un architetto per avviare il progetto del monumento. Watres partì per New York per consultare degli architetti. Sul treno incontrò Harvey Wiley Corbett dello studio newyorkese Helmle & Corbett (per combinazione, anche Corbett era massone). La GWMNMA nominò Corbett architetto capo.
Nel febbraio 1922, la GWMNMA aveva radicalmente ripensato i suoi piani per il monumento. Adesso l'associazione immaginava un edificio da 1,5 milioni di dollari, con altri 400 000 stanziati per riprogettare i terreni più mezzo milione di dotazione per la manutenzione perpetua del monumento. I direttori della GWMNMA approvarono anche un nuovo statuto per l'organizzazione, ispezionarono il sito dell'edificio, e ne approvarono le planimetrie. Lo Stato della Virginia approvò lo statuto modificato della GWMNMA il 16 marzo 1922.

### Progetti iniziali

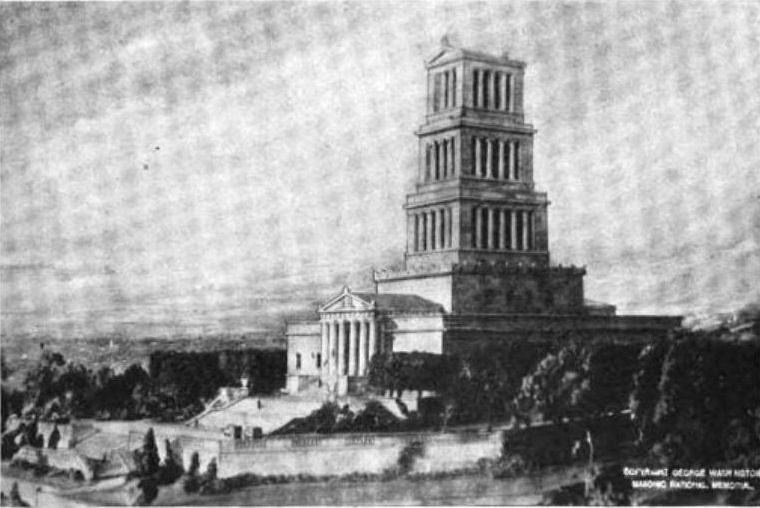
Modello del George Washington Masonic National Memorial, 1922. Esso mostra chiare differenze nel progetto della torre e nello sfondo, rispetto alla costruzione odierna.

Corbett pianificò un tempio monumentale a tre livelli, sovrastato da una torre sempre a tre livelli. I primi tre piani (che costituivano il tempio e la base della torre) sarebbero stati costruiti in stile neoclassico, mentre la torre sarebbe stata una variazione sul tema dei gradoni, in voga nell'architettura modernista. La struttura doveva essere costruita interamente in muratura, virtualmente senza uso di metalli (salvo i tondini di rinforzo nel cemento). Il motivo di questa decisione era il fatto che un edificio realizzato esclusivamente in pietra sarebbe stato la struttura più permanente possibile. Allo studio Osgood & Osgood di Grand Rapids (Michigan) fu affidata la responsabilità principale del progetto. Daniel E. Moran (dello studio Moran, Maurice & Proctor di New York) progettò le fondazioni dell'edificio; Gunvald Aus fu l'ingegnere strutturista; lo studio Clarke, McMullen & Riley (di New York) curò gli aspetti di ingegneria meccanica; e Carl Rust Parker dello studio di architettura Olmsted Brothers fu l'architetto paesaggista. Il general contractor fu la Percy Cranford Co., ma il lavoro edilizio fu svolto effettivamente dalla Samuel Miller Co. (entrambe le imprese avevano sede in Washington).

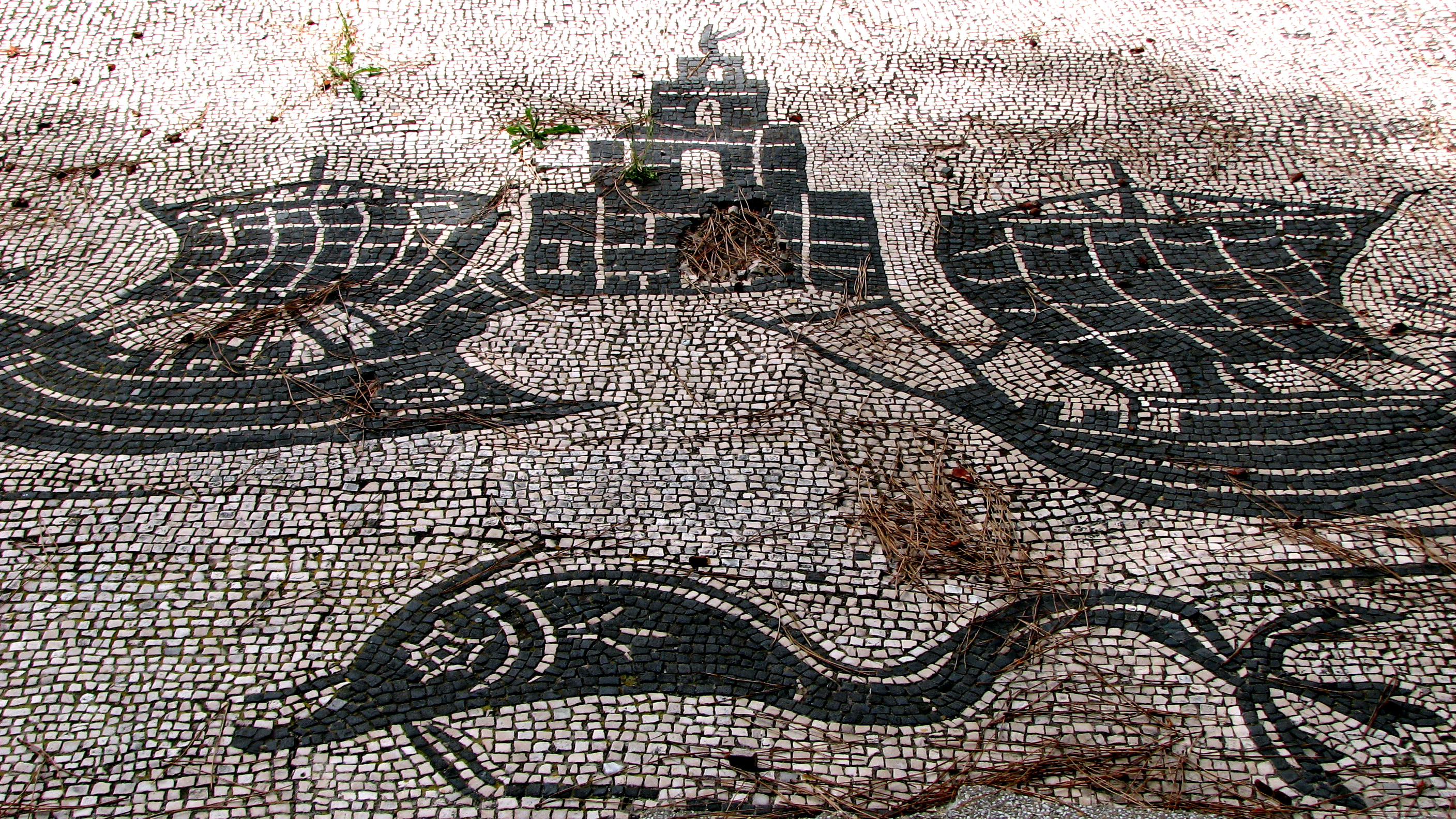
Un faro rappresentato su pavimento a mosaico di Ostia antica (in alto, al centro).

Il progetto iniziale di Corbett prevedeva un monumento alto circa 61 m. Corbett traeva ispirazione dal restauro del faro presso il porto di Ostia antica, nei pressi di Roma. Il primo piano era occupato da un salone con un colonnato su ogni lato e vetrate a cleristorio, al cui fondo sarebbe sorta una grande statua di Washington. Le pareti sarebbero state decorate con affreschi di soggetto storico. A destra e a sinistra del salone si sarebbero diramate ampie sale da riunione (una destinata alle esigenze della loggia Alexandria-Washington e l'altra per differenti corpi massonici). Sulla sinistra del salone ci sarebbe stata anche una piccola sala ospitante una replica della sala di loggia massonica i cui riti erano stati presieduti da Washington stesso.
Nel luglio 1922 furono svelati ulteriori dettagli ed evidenti modifiche progettuali. Benché l'edificio fosse ancora alto solo 61 m, la stampa riferiva ora che sarebbe stato costruito specificamente negli stili neogreco e neoromanico ed edificato in marmo bianco e calcestruzzo bianco. L'atrio dell'edificio (come adesso veniva chiamato il salone principale del primo piano) ora era concepito per offrire, lungo le pareti, spazi in cui le Gran Logge avrebbero potuto commemorare i loro membri più illustri, mentre le sale attorno all'atrio sarebbero state dedicate ai vari "corpi massonici ausiliari" (corpi giurisdizionali, gruppi sociali, organizzazioni giovanili e femminili, e così via). Il progetto indicava che il secondo piano andasse usato come galleria d'arte e museo, e che quest'ultimo non onorasse solo Washington ma pure altri famosi massoni della Virginia. Anche in questa versione del progetto era previsto che il monumento custodisse le Washingtoniana e contenesse una replica della sala riunioni originale della loggia Alexandria-Washington.
Nel febbraio 1923 furono notevolmente rivisti i progetti per il monumento. La GWMNMA deliberò che la costruzione si facesse interamente in granito (invece che marmo e calcestruzzo), una variante che portò il costo della struttura a 3 milioni di dollari. Considerando anche le opere paesaggistiche e la dotazione, il costo totale della struttura era lievitato a 4 milioni di dollari.
Questi progetti furono nuovamente rivisti ed elaborati nell'aprile 1923. A quel momento, il monumento doveva raggiungere l'altezza di 100 m. All'atrio del primo piano veniva assegnata una larghezza di 14 m per 24 m di profondità. Con le finestre del cleristorio, questa sala sarebbe risultato 18 m in altezza. Le sale riunioni avrebbero circondato l'atrio. Il secondo livello, ora di 14 m per 18 m, con un alto soffitto ed ampie finestre (per far entrare la luce naturale in ampia misura), adesso era concepito per accogliere il museo di Washington. Sulla destinazione del terzo piano non era ancora stato raggiunto un consenso. La torre sopra al terzo piano ora conteneva un posto di osservazione formante un settimo ed ultimo piano in cima alla torre. I nuovi progetti specificavano che alcune terrazze avrebbero collegato l gradoni frontali del monumento con la strada sottostante. La spesa, tuttavia, era sempre preventivata in 4 milioni di dollari.
Al principio del 1924 ci fu l'ultima importante versione progettuale del monumento. La quota della torre era stata abbassata a 85 m. Ma in febbraio dello stesso anno l'architetto Corbett rialzò nuovamente la torre al valore di 100 m.

## Costruzione dell'edificio

### Costruzione delle fondazioni
Dati il peso e le dimensioni dell'edificio, anche negli stadi del progetto iniziale, solide fondazioni erano un requisito imprescindibile. Una perforazione di iniziale saggio geologico su Shooter's Hill (che raggiunse la profondità di 61 m) non trovò sostrato roccioso, alimentando i timori che il sito potesse essere inidoneo al getto di dette fondazioni. Daniel E. Moran, progettista delle fondazioni, sondò la terra più sotto all'edificio. Moran perforò 38 m più in basso del punto inferiore delle fondazioni, e trovò ghiaia, argilla dura e sabbia. Geologi di New York e dell'United States Geological Survey analizzarono il suolo e pubblicarono la garanzia (assistita da fideiussione) che la costruzione non sarebbe sprofondata per un cedimento del terreno.

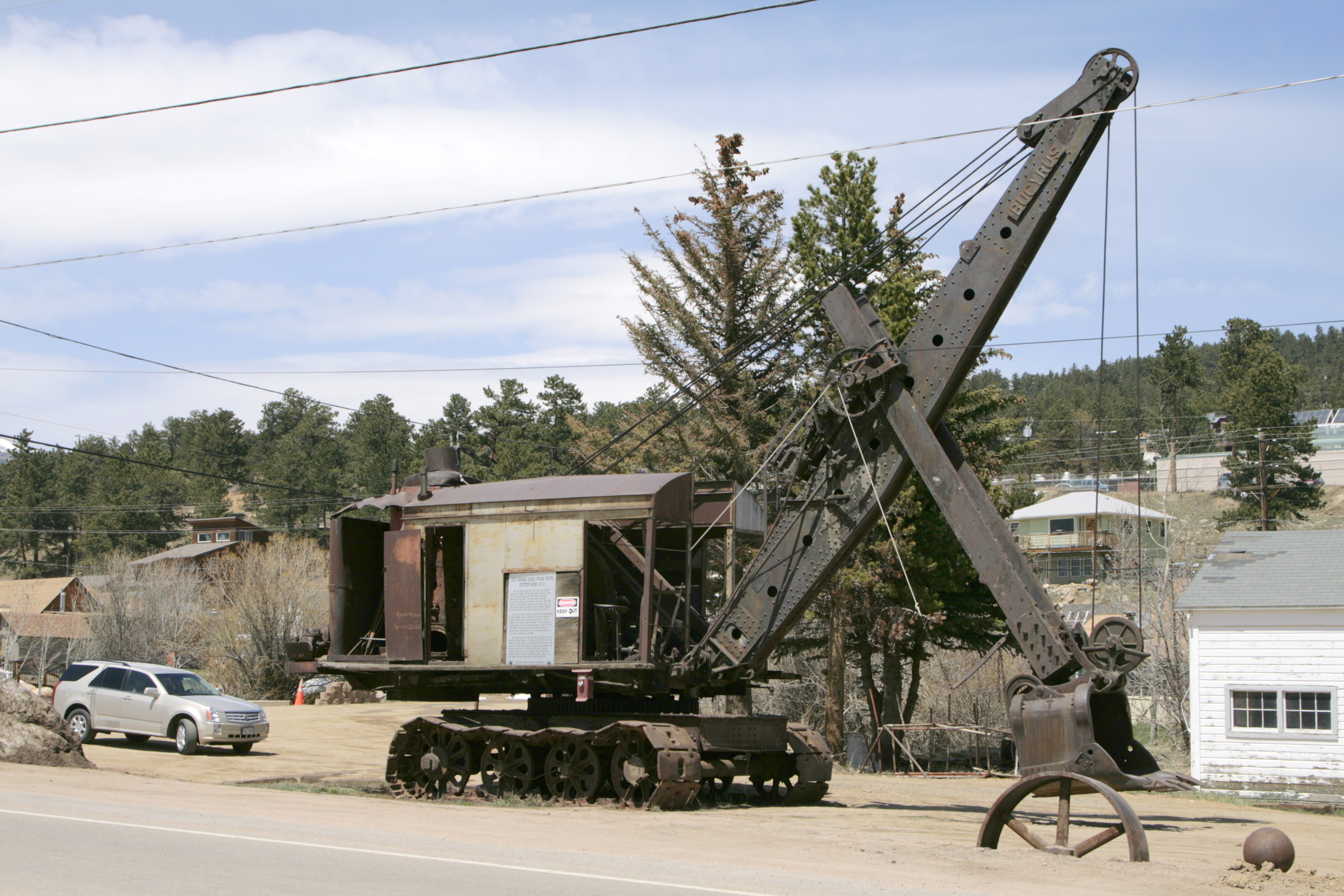
Una pala a vapore Bucyrus del 1923. Nederland Mining Museum, Colorado.

Lo scavo di queste fondazioni iniziò a mezzogiorno del 5 giugno 1922. Louis Watres, presidente dell'associazione, e Charles H. Callahan, vicepresidente, inaugurarono lo scavo sotto una pioggia battente. La pala ed il piccone usati per rompere il terreno, assieme a quattro pietruzze tolte dalle due prime zolle di terra rivoltate, furono conservati nella loggia Alexandria-Washington. 
Le opere di escavazione vere e proprie iniziarono pochi giorni dopo, a cura dell'impresa esecutrice Cranford Paving Co. di Washington. Le fondazioni erano pressoché semisferiche per offrire la massima stabilità, e furono asportati 7,6 m dalla vetta della collina (calandone l'altitudine a circa 33 m) per far spazio alle fondazioni larghe 54 m e lunghe 59 m. Per assicurare un giusto grado di umidità all'argilla e non farla disseccare (con il rischio che l'edificio affondasse) fu posata sopra all'argilla una lastra di calcestruzzo da 51 x 76 m. La lastra era spessa 2,7 m al centro ma solo 2 m ai bordi, e consisteva di 6 000 m³ di calcestruzzo e 650 t di armatura metallica. Questa lastra fu lasciata in situ per alcuni mesi prima che iniziasse il vero e proprio lavoro delle fondazioni. Il piano seminterrato dell'edificio era grande come il primo ed il secondo piano messi assieme, e concepito per ospitare l'impianto meccanico della struttura. Benché fossero state usate pale meccaniche a vapore per scavare le fondazioni, la terra di riporto fu rimossa con vagoni trainati da muli. Fu costruita una larga strada fino alla sommità di Shooter's Hill per sgombrare la terra dal cantiere e per far affluire il materiale da costruzione in cima alla collina.
In luglio 1922 la GWMNMA aveva ricevuto 700 000 dollari in donazioni ed altri 900 000 in obbligazioni. In qualche momento della primavera 1922, la GWMNMA ottenne titolo al lotto di 13 ettari che abbracciava il resto di Shooter's Hill. Circa 8,9 ettari dell'appezzamento, valutati 1 milione di dollari, furono comprati ad un prezzo quasi simbolico dal comune di Alexandria (essenzialmente un dono da parte del comune). La dimensione totale dell'appezzamento posseduto dai massoni a quel punto era 15 ettari.
A gennaio 1923 le fondazioni erano pressoché complete e cominciavano ad alzarsi i muri di granito per il primo piano. I lavori procedettero assai rapidamente fino a giugno. Nel successivo febbraio, si era speso un milione di dollari per la costruzione delle fondazioni, dei muri e per l'architettura paesaggistica. Lo strato superficiale per la progettazione dei giardini venne dalla Earl Strong Co. di Alexandria, i semi d'erba dalla O.M. Scotts and Sons dell'Ohio, ed altri alberi, cespugli ed altri prodotti per giardinaggio dalla C.F. Armiger di Washington, D.C. Le entrate superarono agevolmente queste spese, dato che erano arrivati 1,8 milioni di dollari in donazioni ed obbligazioni. Lo stesso mese, la GWMNMA allargò il suo direttivo da nove a 12 membri. Ad aprile 1923, si era completato lo scavo delle fondazioni, assieme alla costruzione delle pareti. Secondo il Washington Post si trattò delle più grandi fondazioni in calcestruzzo mai gettate in un singolo pezzo. Le fondazioni (con un articolato progetto delle travi) occupavano una superficie di 3 000 m², avevano uno spessore da 1,4 a 2,7 m, e contenevano 6 000 m³ di calcestruzzo. Aratri trainati da muli avevano rimodellato la parte collinare perché assumesse la sua forma a terrazzi, ed in quel momento fu completo il grosso delle opere paesaggistiche. Le donazioni in contante ad aprile 1923 superarono il totale di un milione di dollari. Il calcestruzzo per il primo piano fu gettato in giugno 1923, ed appena esso fu sistemato vennero collocate nell'atrio le otto colonne di marmo granito verde da 18 t. Ogni colonna di marmo verde posta in opera misurava 12,3 m in altezza e 76 cm di diametro. Per evitare che le colonne si piegassero o scivolassero, si usò un incastro a tenone e mortasa. Sul pavimento venne creata una mortasa profonda circa 91 cm, e sulla base della colonna fu scolpito un tenone. Per favorire il fissaggio del tenone nella mortasa si usò anche un po' di malta, mescolata con dischetti di metallo piatto. Tra la base e il primo tamburo (o sezione della colonna), tra i tamburi, e tra il tamburo superiore e il capitello furono posti sottili fogli di piombo a forma di cuneo per impedire lo slittamento. Il 15 ottobre erano stati completati il primo piano e i muri esterni di granito.

### Posa della prima pietra

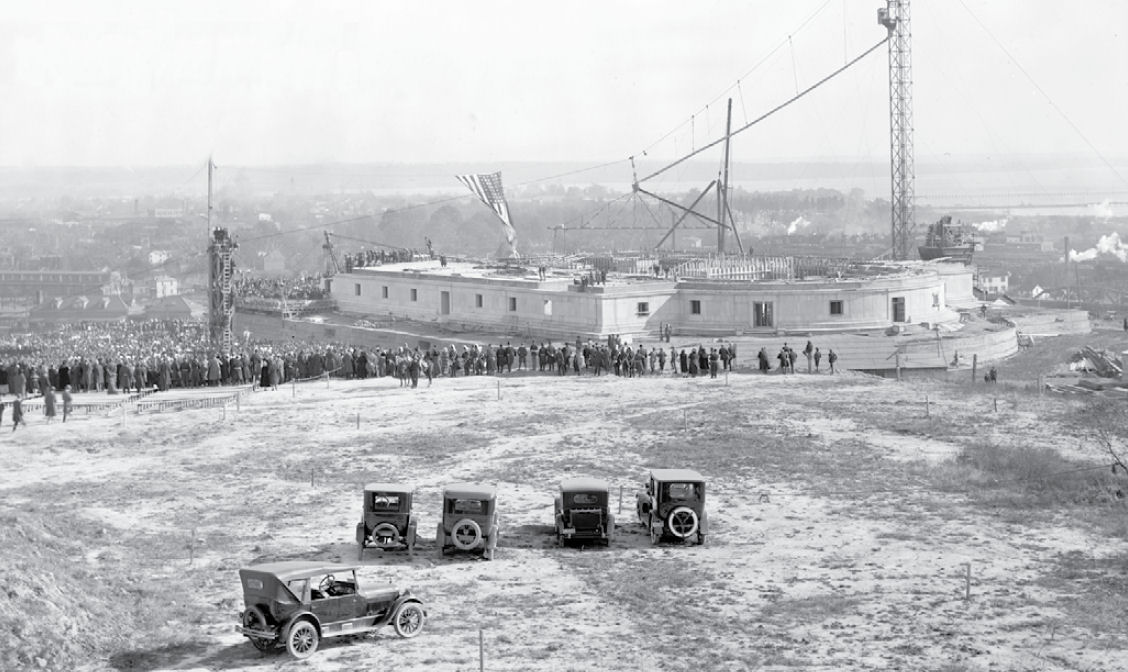
Posa della prima pietra del George Washington Masonic National Memorial ad Alexandria (Virginia), 1º novembre 1923.

La posa della prima pietra avvenne il 1º novembre 1923. I progettisti avevano inizialmente proposto che la posa si compisse il 4 novembre 1923 — 170mo anniversario dell'iniziazione alla massoneria di George Washington. Ma poiché nel 1923 cadeva di domenica, la cerimonia fu programmata il 1º novembre. La cerimonia rischiò di non potersi svolgere. All'ultimo momento gli appaltatori si accorsero che la pietra angolare da posare era stata tagliata troppo corta. Se ne modellò e completò precipitosamente un'altra.
Il sindaco di Alexandria William Allen Smoot proclamò la giornata festiva, e vennero sospese tutte le attività produttive, escluse le banche e le Poste. 
Nell'ambito dei festeggiamenti l'incrociatore leggero USS Richmond e un cacciatorpediniere della United States Navy attraccarono alla fabbrica di siluri di Alexandria. In città, per far fronte al grande afflusso di pubblico, i treni passavano ogni tre minuti.

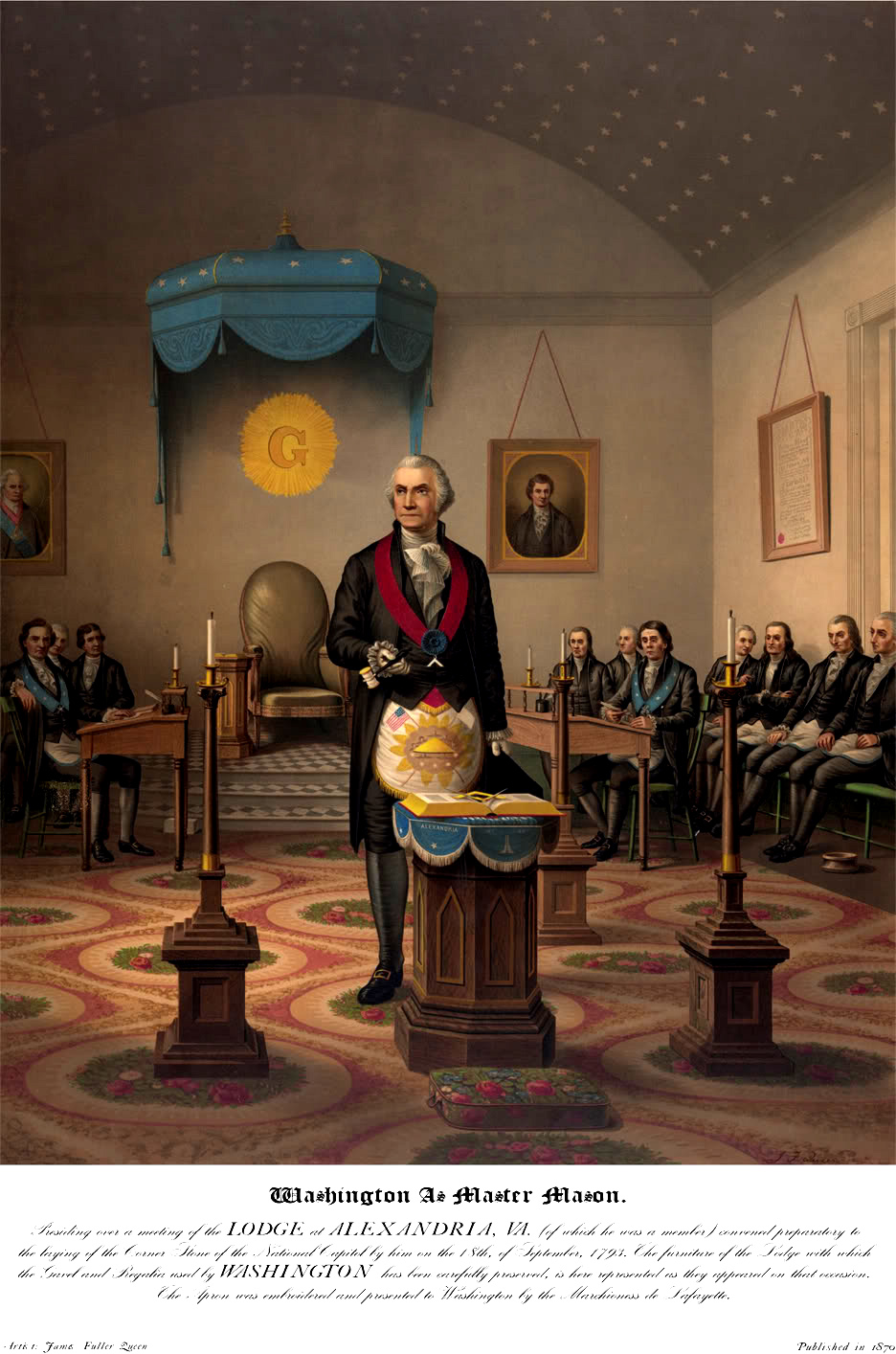
George Washington con i paramenti massonici (stampa del 1870, autore ignoto).

Si calcolò che circa 14 000 tra massoni, notabili, personale militare USA, polizia ed altri fossero sfilati in parata dal bagnasciuga di Alexandria fino a Shooter's Hill prima dell'evento vero e proprio.
Durante la parata, la zona era sorvolata circolarmente da quattro aerei dell'United States Army Air Corps. 
Tra le autorità presenti alla cerimonia delle 13:00 vi erano il presidente Calvin Coolidge, l'allora Chief Justice of the United States William Howard Taft, il governatore della Virginia Elbert Lee Trinkle, e il sindaco di Alexandria Smoot. Il maestro di cerimonie fu Charles H. Callahan, mentre l'invocazione e la benedizione furono pronunciate da James Edward Freeman, vescovo della diocesi episcopale di Washington. Il presidente Coolidge posò la prima pietra con la stessa cazzuola usata da Washington il 18 settembre per posare la prima pietra del Campidoglio a lui intitolato (la cazzuola apparteneva alla loggia Alexandria-Washington). Si impiegarono altoparlanti per diffondere alla folla i discorsi del presidente Coolidge e degli altri oratori, e fu attivata una stazione radio temporanea (gestita dall'emittente locale WCAP) su Shooter's Hill per trasmettere la cronaca a tutta la nazione. (Tanto gli altoparlanti quanto la stazione radio temporanea erano gli stessi usati dal presidente Warren Gamaliel Harding per la posa della prima pietra del Lincoln Memorial.)
Ogni stato USA depositò un oggetto nella pietra inaugurale. Fra gli oggetti depositati vi erano una bandiera degli Stati Uniti; una medaglia di bronzo commemorativa dell'inaugurazione compiuta da Warren Gamaliel Harding; una placca di bronzo contenente i nomi degli architetti, dei capi-progetto, dei paesaggisti, degli ingegneri e degli appaltatori incaricati del monumento; una Bibbia cristiana; un grembiule in pelle di agnello; una copia del quadro di William Joseph Williams (1794) ritraente George Washington con i paramenti massonici; diversi libri ed opuscoli sulla vita di Washington e la storia della massoneria in America; i nomi del gruppo dirigente della GWMNMA. Sotto la prima pietra stava un altro contenitore, che custodiva alcuni dimes, copie della Costituzione, copie della Dichiarazione di indipendenza, libri ed altri oggetti.

### Tappe della costruzione
Dopo l'inaugurazione, la costruzione avanzò lentamente. Ciò avvenne perché le opere si arrestavano ogni inverno per garantire che il monumento rimanesse esente da umidità, danni da gelo ed effetti del raffreddamento (per migliorare l'incastro tra le pietre). Lo studio di architettura Helmle & Corbett esaminò approfonditamente gli edifici realizzati in Europa, concludendo che limitare i lavori alla sola bella stagione fosse il miglior modo di erigere una costruzione duratura.
Nel corso del 1923, la GWMNMA raccolse altri 500 000 dollari in donazioni per contanti, portando il totale delle sovvenzioni a due milioni. il granito per il monumento proveniva da cave nel New Hampshire, e venne fornito dalla Maine & New Hampshire Granite Corp.
Alcuni di questi blocchi superavano i sei metri di lunghezza.

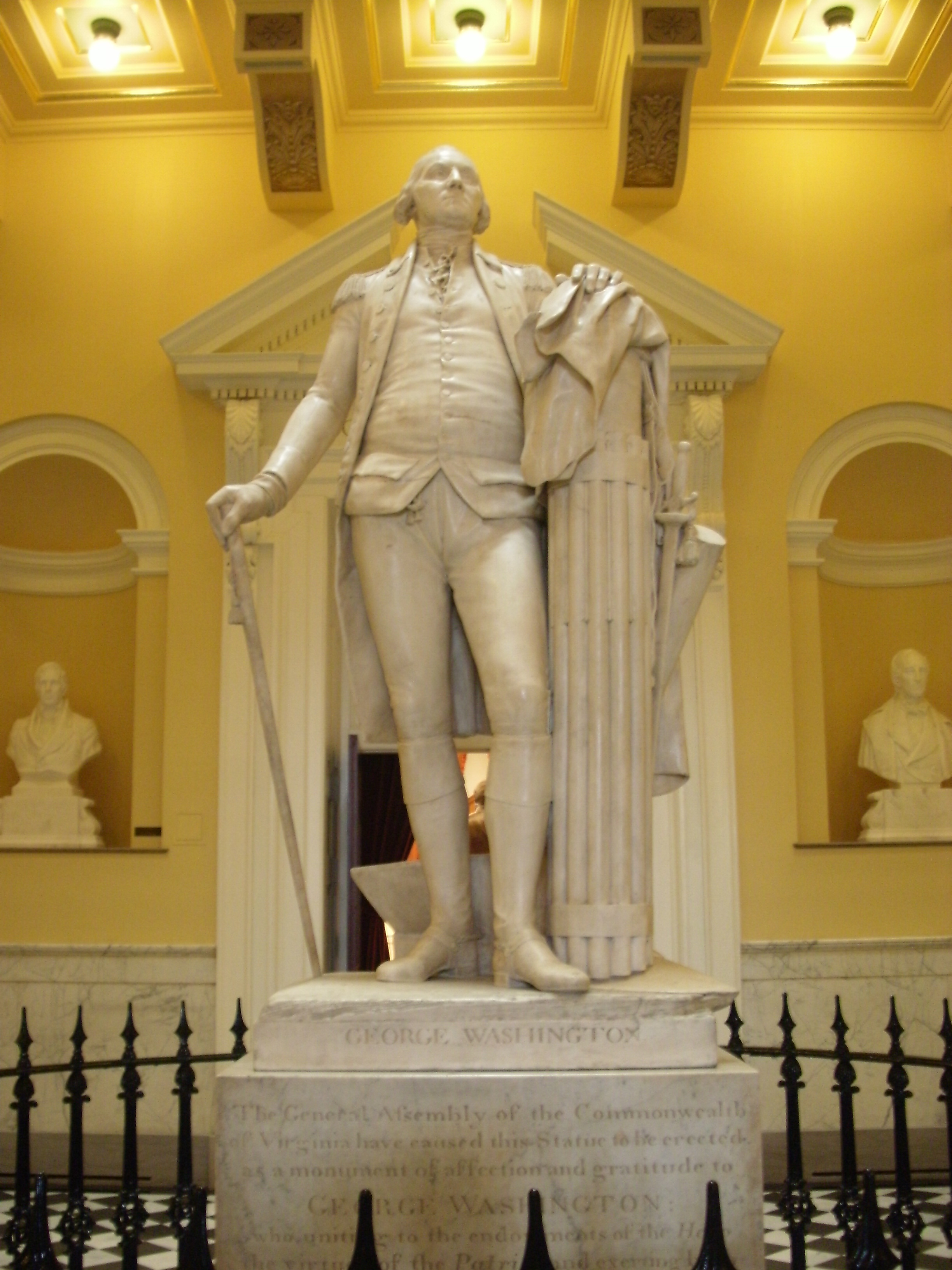
Statua marmorea di Washington, opera di Jean-Antoine Houdon posta in Richmond (Virginia).

Per la ricorrenza del meeting annuale della GWMNMA (febbraio 1924) la costruzione del primo piano era quasi completa. I primi cinque terrazzi sopra la strada (il "terrazzo inferiore") furono costruiti usando la pietra blu del Potomac per le pareti, mentre le superfici calpestabili erano ricoperte di ghiaia. Il sesto e più alto terrazzo (il "terrazzo superiore", che contornava l'edificio e la sua entrata principale) fu costruito con una base di granito rosa di Conway. La base misurava 4,229 m in altezza e 1,01 in spessore. La porzione superiore di questo muro era calcestruzzo. Per questa parte del muro furono usati più di 1700 m³ di calcestruzzo e più di 54 t di tondini. La GWMNMA riteneva che il secondo piano sarebbe stato ultimato entro la fine della stagione costruttiva (ossia in autunno) del 1924, e che l'intera struttura sarebbe stata compiuta a fine 1927 o inizio 1928. L'associazione decise inoltre che sarebbe stata collocata nell'atrio del monumento una statua di Washington, e si sarebbe trattato di una copia in marmo di quella realizzata nel 1788 da Jean-Antoine Houdon per la rotonda del Virginia State Capitol in Richmond. Nel maggio 1924 la GWMNMA zollò il terrazzo e spese 6000 dollari per una nuova porta ed entrata al monumento ai piedi di Shooter's Hill.

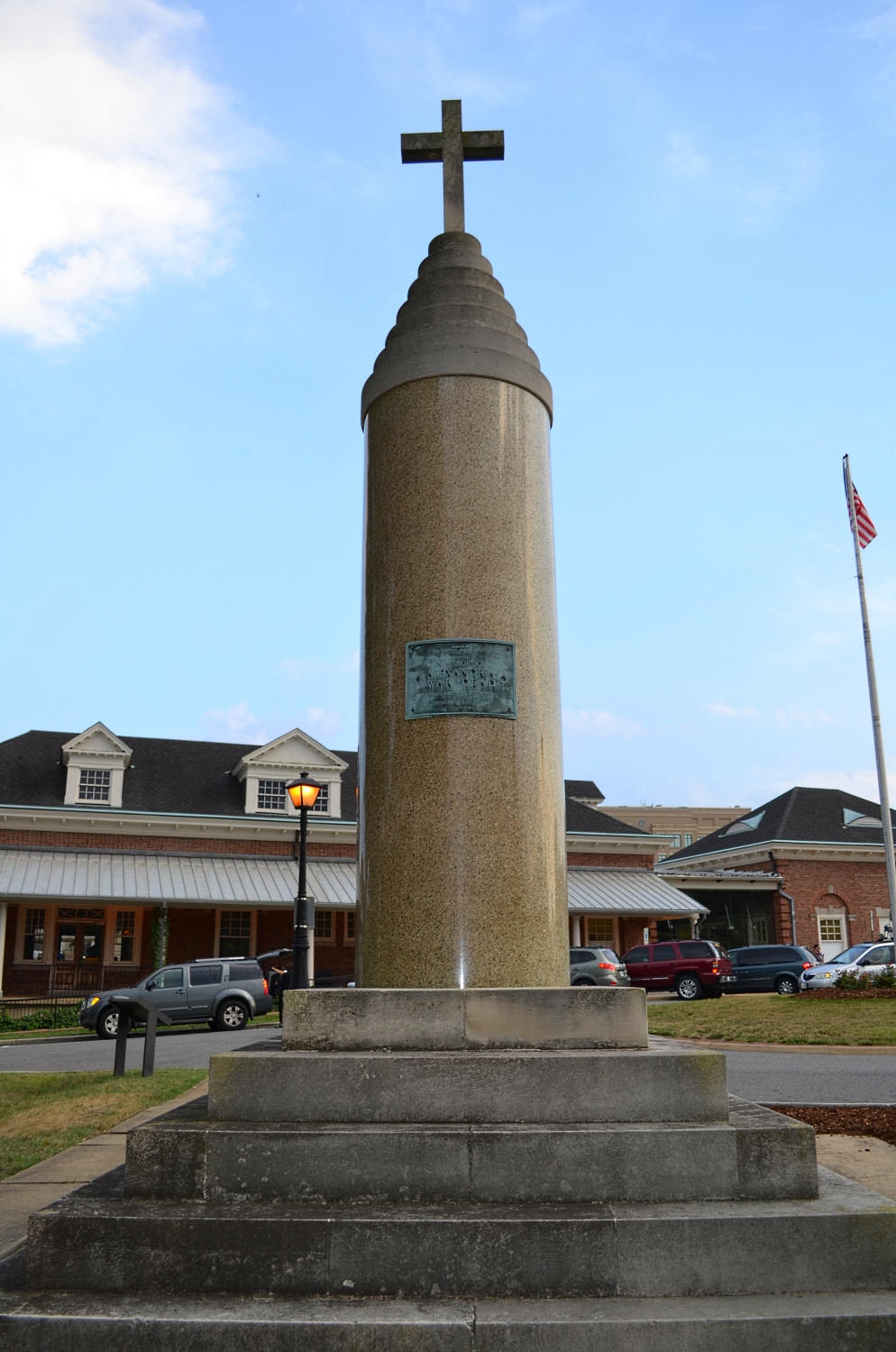
Una colonna danneggiata fu donata da un gruppo locale di ex combattenti, per creare questo monumento ai veterani della Prima guerra mondiale adiacente al GWMNM.

L'annata costruttiva del 1924 terminò in dicembre con la posa in opera di otto colonne in marmo (ciascuna pesava tra le 10 e le 18 t) nell'atrio del primo piano. Tutte le colonne erano alte 5,5 m per un diametro di 1,4 m, ed arrivava per ferrovia alla Alexandria's Union Station da Redstone (New Hampshire). Una sezione di colonna fu danneggiata, e donata al Ladies Auxiliary (branca femminile dell'associazione) dei Veterans of Foreign Wars (VFW). I VFW la trasformarono in un monumento ai caduti americani in guerra, che fu eretto di fronte alla Alexandria's Union Station. (Nel 2012 si trovava ancora lì.) Nel dicembre 1924 si stabilì che l'edificio dovesse essere completato in un tempo da tre a sei anni.
Il lavoro di costruzione rallentò nel 1925 per le difficoltà di completare il tetto ed erigere la torre. Circa 160 m³ di granito Conway rosa (anch'esso estratto presso Redstone) furono consegnati in maggio 1925 ed impiegati per costruire la sala monumentale del secondo piano. Le pareti del muro erano già alte 9,8 m, e si dovettero sollevare circa 4,3 m di granito sui lati nordest e sud del muro per completarle. (Al termine, nel dicembre 1925, erano 15 m). Sedici colonne di marmo di St. Genevieve, estratto in Missouri, furono fornite e poste in opera attorno al perimetro dell'auditorium al secondo piano per sostenerne il soffitto. Ciascuna colonna era alta 5,6 m per un diametro di 70 cm, e pesava 51 t. Dopo la collocazione delle colonne, furono sormontate da una piattabanda. L'arco aveva due traverse (ognuna consistente di cinque pietre per un peso complessivo di 64 t) sostenute da quattro barre d'acciaio larghe 7,6 cm e lunghe 15 m, poste su bassi solchi ricavati sul fondo. La GWMNMA anticipò la spesa di 595 000 con sovvenzioni per la costruzione nel 1925, e ne raccolse altri 500 000 in donazioni per contanti.
Nel 1926 la GWMNMA stanziò altri 500 000 dollari per proseguire la costruzione del monumento. La prima circostanza in cui fu impiegato il monumento (non ultimato) fu l'incontro annuale GWMNMA del 22 febbraio 1926. Il gruppo riferì di aver ricevuto sino a quel momento due milioni di dollari, e di averne spesi 1,8. Otto colonne di granito Conway rosa — alte 12 m e pesanti 62 t ciascuna — del portico furono poste a dimora in ottobre 1926, portando quasi a completamento questa porzione della struttura. Parimenti prossima al completamento era un'imponente scultura a bassorilievo della testa di Washington vista di profilo, concepita dall'artista Gail Sherman Corbett (moglie dell'architetto Harvey W. Corbett). G. Fred Coles, che aveva partecipato alla realizzazione della statua di Lincoln al Lincoln Memorial, eseguì materialmente il manufatto plastico sul posto nell'estate del 1927 sviluppando il bozzetto della signora Corbett.
All'incontro sociale del febbraio 1927, i responsabili GWMNMA riferirono di aver raccolto donazioni in contanti per ulteriori 125 000 dollari. Sei mesi più tardi era stato gettato il tetto sopra i primi tre piani. Il tetto in calcestruzzo era un progetto di Gunvald Aus, autore anche del Woolworth Building di New York. La colata del tetto in calcestruzzo iniziò il 22 agosto 1927, e fu terminata il 30 agosto. L'acciaio per il tetto fu fornito dalla Concrete Steel Co. di Washington. La Vulcanite Portland Cement Co. di Philadelphia fornì il cemento, e la Cranford Construction Co. gettò il tetto. Per il tetto si usarono complessivamente 64 t di tondini e 729 m³ di calcestruzzo. Il tetto misurava 22,78 m in larghezza e 34 m in larghezza — si disse che all'epoca fosse il più grande tetto in calcestruzzo del mondo. Il tetto era sostenuto da quattro travi di calcestruzzo rinforzato in acciaio, da 22 m in lunghezza per 4,4 di profondità ciascuno. Ogni trave aveva uno spessore che variava da 30 cm a 1,52 m, conteneva 6,8 t di tondini e pesava 89 t. Le travi erano sostenute sulla fronte dell'edificio da quattro delle colonne di granito Conway rosa. Ai quattro angoli del tetto stavano pilastri di calcestruzzo da 84 cm² ciascuno. Il tetto era sorretto anche da pennacchi tra le colonne — larghi 1,9 m in basso, 2,7 m in alto e profondi 7,3 m. Il tetto era impermeabilizzato, sigillato e rivestito da fogli di rame forniti dalla New York Roofing Co. e dalla Ehret-Warren Co. Nell'agosto del 1927 si pensava che la costruzione potesse concludersi in tre o cinque anni.
Nel febbraio 1929 la GWMNMA apprese che l'ammontare delle donazioni in contanti ricevute l'anno prima era 400 000 dollari. Quando in marzo 1929 ripresero i lavori sulla struttura, vennero zollati daccapo il terrazzamento e i prati. I primi gradi massonici furono conferiti nel monumento incompiuto a metà ottobre 1929. Il primo incontro di "loggia azzurra" organizzato presso il monumento si svolse il 14 novembre 1929. A causa della crisi del 1929 molti lavoratori di talento erano disoccupati, e questo permise all'associazione di assoldare più uomini e a minor salario che in precedenza. Nel febbraio 1930 la sezione della torre aveva raggiunto 58 m di soprelevazione, 15 m di più di quanto prevedeva il programma di costruzione. All'incontro annuale dell'associazione, la GWMNMA deliberò di costituire un fondo da un milione di dollari per la conservazione del monumento, quando fosse stato completato. Nel 1930 l'associazione spese 225 000 dollari per il monumento. Lo stesso anno il presidente GWMNMA Watres donò un grande apparato di campane tubolari simile ad una celesta per la torre del monumento. La torre era ultimata, e furono installati i pavimenti per l'ottavo, nono e decimo livello.
I lavori sull'esterno del monumento terminarono l'8 febbraio 1931. Il Grand Chapter of Virginia della Royal Arch Masonry donò il simbolo in alluminio a doppia chiave di volta e luce sulla sommità dell'edificio. L'impianto, nel suo genere il più grande al mondo all'epoca, fu posto in opera nel febbraio 1929 ma non ancora illuminato (poiché si stavano ancora installando i sistemi esterni di illuminazione. Il corpo illuminante da 17 000 dollari è alto 5,8 m, realizzato in alluminio e dotato di linea di alimentazione indipendente. Claude Haynes, un metallurgico che lavorava al monumento dal 1923, membro della Alexandria-Washington Lodge No. 22, completò il manufatto applicandovi la copertura in alluminio l'8 febbraio. La costruzione di parti decorative, pavimentazioni, drenaggi del terreno, pareti in marmo e opere di idraulica continuò per tutto il 1931, prevedendosene il completamento per febbraio 1932. I lavori sul fabbricato annesso alloggiante la sala tecnica iniziarono a fine marzo 1931. L'edificio in mattoni fu costruito dalla Temple B. Greenstreet Co. di Washington, e le ciminiere in mattoni dalla Alphonse Custodis Co. of New York. Un condotto del vapore di 2,4 m per 2,4 m in sezione, lungo 180 m portava il calore nell'edificio. Le due caldaie a bassa pressione dell'edificio secondario e i radiatori all'interno del monumento furono forniti dalla American Radiator Co.
Le unità interne di riscaldamento e ventilazione e l'impiantistica furono forniti dalle B.F. Sturtevant Co., Benjamin F. Shore Co., e Buffalo Forge Co. Per controllare la climatizzazione si impiegarono moderni termostati forniti dalla Johnson Service Co. I bruciatori usavano gasolio da riscaldamento come carburante, e furono installati dalla Automatic Heating Corporation di Washington.

### Dedicazione
La dedicazione del George Washington Masonic National Memorial avvenne il 12 maggio 1932. I pianificatori avevano sperato che si svolgesse il 22 febbraio 1932, duecentesimo anniversario della nascita di Washington. Ma la struttura non venne approntata in tempo, e molti particolari degli interni non erano ancora stati concordati o installati, gli impianti elettrico ed idraulico non avevano ancora raggiunto il terzo piano, e la George Washington National Bicentennial Commission aveva già molti eventi in programma per febbraio. Inizialmente si era scelta come data per la dedicazione il 13 maggio, 325º anniversario di fondazione dell'insediamento inglese di Jamestown (Virginia). Ma dato che il numero 13 era considerato sfortunato, si preferì anticipare al giorno 12.
Pur usufruendo di due mesi di proroga, le ditte esecutrici dovettero affannarsi per terminare l'edificio. Gli enormi scalini in granito che conducono all'entrata principale non erano ancora stati montati (e non lo saranno fino al 1940). Fra le sale che vennero preparate all'ultimo minuto vi fu l'auditorium circolare da mille posti sul retro del secondo piano. In questa stanza le maestranze posarono un pavimento in cemento (successivamente rimpiazzato con uno in marmo). Il materiale per le pareti in marmo dell'auditorium veniva dalla Hilgartner Marble Co. di Baltimora (Maryland), mentre per i posti a sedere e le opere di falegnameria veniva dalla American Seating Co. di Grand Rapids. Il soffitto a forma di ventola ed il fregio nell'auditorium furono progettati da Louis Ludwig di Washington, mentre l'installazione di soffitto e fregio fu eseguita dalla A.W. Lee Co. di Washington. Gli appaltatori furono anche impegnati ad installare fasce, finestre e la griglia di ventilazione per tutto l'edificio, oltre a posare un pavimento in cemento nella sala monumentale del secondo piano. Quando per fasce, porte e relativi stipiti, ed altre opere esterne fu necessario un collegamento con il granito, si impiegò il bronzo, e tali particolari furono installati dalla William H. Jackson Co. di New York. Le opere in ferro interne ed esterne furono fornite dalla Alexandria Iron Works e dalla Washington Stair and Ornamental Iron Co. A parte l'auditorium, per il giorno della dedicazione non si provò a completare il primo piano, le sale della loggia al secondo, né alcuna delle sale sulla torre.
Il monumento era stato costruito senza contrarre alcun debito. Dal principio del progetto, i corpi massonici che vi si erano impegnati avevano stabilito di non firmare alcun contratto né iniziare alcun lavoro finché non avessero disposto del denaro necessario a ciascuna esigenza. Al momento della dedicazione, non era stata collocata alcuna obbligazione né ricercato alcun prestito per finanziare la costruzione dell'edificio.
La cerimonia di dedicazione fu contrassegnata da una quantità di eventi speciali. Più di cento treni straordinari trasportarono ad Alessandria un numero stimato di 150 000 visitatori. Molti partecipanti trascorsero la notte nei vagoni letto (che rimasero parcheggiati nei depositi ferroviari della città) per carenza di ricettività alberghiera. La marina militare USA per l'occasione inviò ad Alexandria la USS Constitution, una fregata storica a tre alberi con lo scafo in legno. Sempre per la cerimonia, furono ancorati sul Potomac tre guardacoste della United States Coast Guard e un sottomarino della US Navy. Lo United States Post Office Department (predecessore dell'attuale United States Postal Service) istituì un ufficio postale temporaneo e dedicato alla cerimonia, per vidimare le affrancature su lettere e cartoline con nome, ubicazione del monumento e data della cerimonia di dedicazione. (Tale ufficio timbrò 200 000 lettere quel giorno.) La Camera dei rappresentanti sospese la seduta poiché la maggior parte dei suoi parlamentari assisteva alla dedicazione. Anche la maggior parte dei senatori ed un gran numero di ambasciatori stranieri presero parte alla cerimonia.
Un'incessante copiosa pioggia inzuppò i festeggiamenti del 12 maggio. Solo 20 000 persone (contro la previsione di 150 000) affollarono le strade di Alexandria per vedere la parata. In quest'ultima si era inizialmente calcolato che sfilassero 20 000 partecipanti, ma solo 15 000 marciarono da Alexandria al monumento prima della dedicazione. In quella processione marciarono più di 5 000 militari USA e 3 000 cavalieri templari (la terza parte del sistema di gradi massonici formato dal rito di York). I contingenti impiegarono più di due ore per raggiungere il punto in cui sarebbero stati passati in rivista. Intervennero rappresentanti di ogni ramo della massoneria americana, ed anche molti esponenti di logge straniere. Il presidente Hoover presenziò con il suo Gabinetto quasi al completo. Quando il Presidente con il suo seguito raggiunse il sito del monumento, la Constitution, tre navi della Guardia costiera ed una batteria del 16th Field Artillery Regiment spararono 21 colpi a salve.
A causa della forte pioggia, la cerimonia fu spostata dal portico del monumento all'auditorium appena ultimato. Durante la cerimonia furono usati alcuni esemplari di Washingtoniana. Tra questi, la Bibbia adoperata nell'iniziazione di Washington presso la Fredericksburg Lodge No. 4 nel 1752; la cazzuola ed il martelletto che Washington impiegò nella posa della prima pietra del Campidoglio nella capitale USA; la Bibbia su cui Washington prestò il giuramento presidenziale ed un'urna d'argento, opera di Paul Revere, contenente una ciocca di capelli di Washington. Per la dedicazione fu appositamente scritto uno specifico rituale massonico. La cerimonia vide anche la partecipazione di un modellino del monumento alto 1,2 m (costruito dai detenuti del Lorton Reformatory) sul quale vennero versati vino, olio e mais (simboli massonici) da brocche d'oro e d'argento. Le brocche erano opera dell'artigiano Olaf Saugstadt. L'invocazione fu pronunciata dal reverendo W. Bertrand Stevens, vescovo della diocesi episcopale di Los Angeles. La benedizione fu pronunciata dal dr. William J. Morton, pastore della Christ Church, Alexandria (la chiesa in cui praticava la sua fede Washington).

## Costruzione degli interni

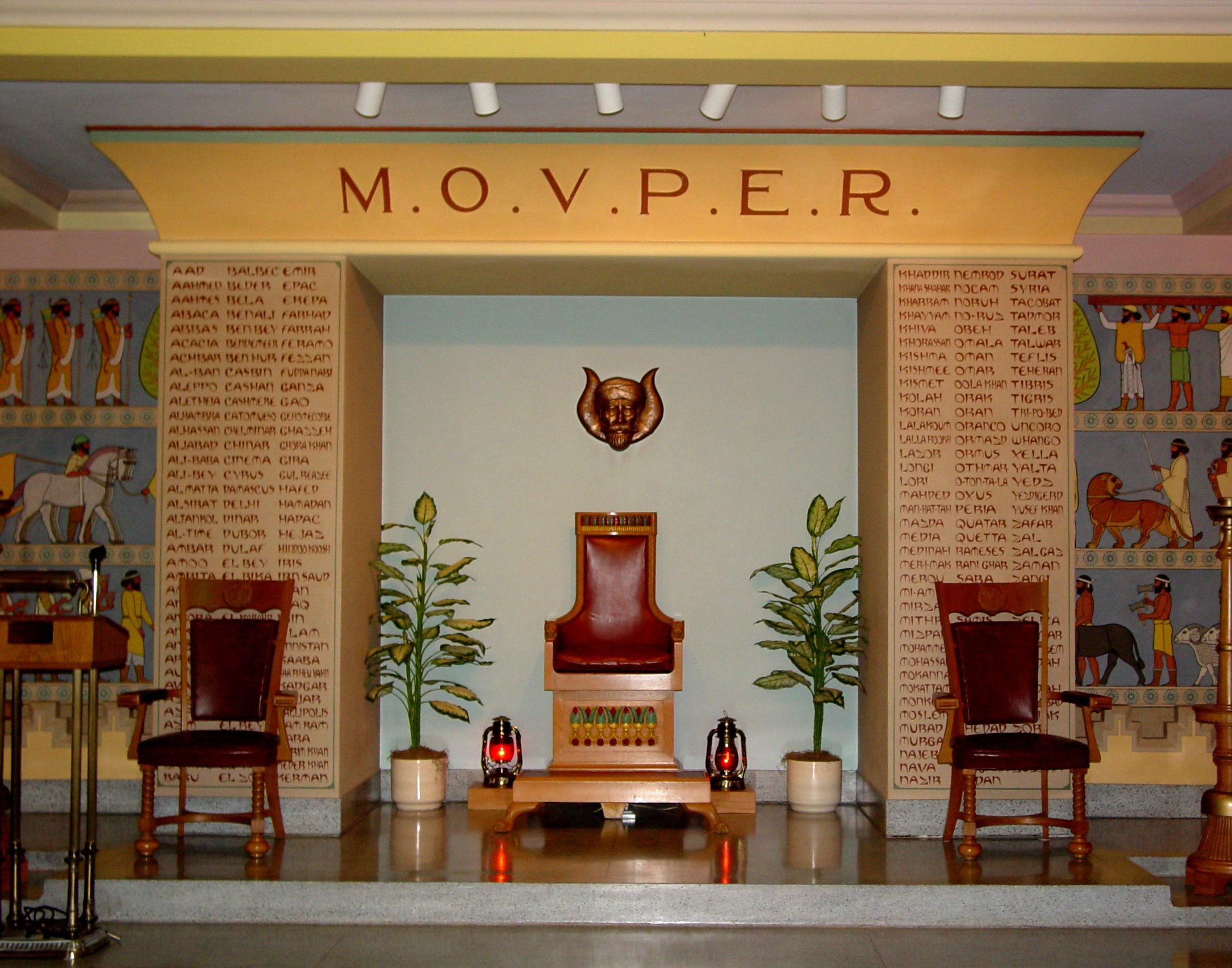
Una parte della sala in forma di grotta al terzo piano del monumento, la prima sala terminata della torre. L'acronimo MOVPER sta per Mystic Order of Veiled Prophets of the Enchanted Realm (Ordine mistico di profeti velati del reame incantato), un corpo massonico detto anche The Grotto (La grotta).

### Anni 1930
La costruzione di parte degli esterni e di quasi tutti gli interni del monumento proseguì dopo la dedicazione del 1932. Il metallo in fogli per interni di fasce delle finestre, stipiti delle porte, modanature, impianti e accessori fu fornito da G.O. Robertson di Delaware; Ernest Gichner di Washington, D.C.; e dalla E. Van Norden Co. di New York. La Hires-Turner Glass Co. di Rosslyn fornì le finestre e le vetrate colorate. I corpi illuminanti venivano dalla Sterling Bronze Works, e le componenti elettriche dalla National Electrical Supply Co. di Washington e A.L. Ladd of Alexandria. Quattro imprese sovrintesero alle opere idrauliche e fognarie: Earl Riley, la D.C. Engineering Co., Potomac Clay Works, e la Thos. Somerville Co. I materiali pesanti per gli interni ed alcuni equipaggiamenti pesanti per interni furono forniti da Henry H. Meyer & Co. di Washington, D.C.; i materiali più leggeri e gli accessori furono forniti da Worth Hulfish & Sons di Alexandria, Baldwin-Stuart Co. di Hartford, Connecticut e Sargent & Co. di New York. Molti dei pavimenti non in marmo furono rivestiti in sughero (fornito e posato dalla David E. Kennedy Co.), e la moquette fu fornita da Woodward & Lothrop (catena di grandi magazzini). In molte stanze si usarono piastrelle fonoassorbenti per smorzare l'eco prodotta dalle pareti di granito. Questo materiale di rivestimento fu fornito dalla George P. Little Co. Le opere di terrazzo alla veneziana (pavimentazione che imita il marmo) furono eseguite dalla V. Foscato Co. di New York. Buona parte del lavoro di falegnameria per interni fu a cura di W.A. Smoot & Co. di Alexandria. L'imbiancatura interna fu realizzata dalla W.W. MacCallum Co. di Alexandria, mentre le decorazioni in terra cotta (ceramica cotta non smaltata) furono fornite da W.A. Smoot & Co. di Alexandria. L'alluminio per interni fu fornito dalla Aerocrete Corporation, poi lavorato e modellato in forme dalla Aluminum Company of America. Si usarono venature d'oro e marmo rosa del Tennessee per rivestire le pareti dell'atrio al primo piano e della sala monumentale al secondo piano, ed i soffitti di entrambe le sale furono ingessati. Ma alla fine del 1933, la sala del secondo piano era ancora sprovvista di riscaldamento.
Malgrado l'immediato turbinio di lavori sul monumento dopo la sua dedicazione, la costruzione e decorazione degli interni rallentò significativamente nei due decenni seguenti. La Grande depressione e la Seconda guerra mondiale causarono la penuria tanto di finanziamenti quanto di materiali edilizi.
L'associazione desiderava ultimare la sala monumentale, la stanza della loggia a nord e la replica della sala della loggia Alexandria-Washington al secondo piano del monumento. Completare le sale con i relativi corridoi sarebbe costato circa 193 000 dollari. Pur avendo iniziato la pertinente campagna di raccolta fondi, nella 1936 l'organizzazione dovette constatare che prima era necessario terminare la biblioteca e gli ascensori nella torre. Nel febbraio 1931, Florence M. Lemert, vedova di Rae John Lemert, Grande Storico della Grand Lodge of Montana, donò più di 6 000 tra libri e manoscritti sulla massoneria e la sua storia al monumento con l'intento di fondare una biblioteca massonica nazionale. Poiché tali libri rischiavano di deteriorarsi, fu necessario costruire immediatamente una biblioteca ed installare almeno un ascensore per raggiungere la sala adibita allo scopo nella torre. Fu necessaria un'ulteriore ristrutturazione del verde per ridurre il rischio d'incendio nella zona, si dovettero erigere muri di recinzione per evitare che i passanti invadessero la proprietà per abbreviare i loro percorsi, e si dovettero cospargere di nuova ghiaia e sottoporre a manutenzione le strade.
Nel 1935 la GWMNMA mise da parte il quarto piano come "States Memorial Hall" (dove la gran loggia di ciascuno Stato USA poteva commemorare i propri massoni più illustri), il sesto piano come biblioteca massonica e l'ottavo come museo. Ai piani terzo, quinto e settimo non era stata ancora assegnata una funzione. Ma in ogni caso questi progetti non ebbero attuazione. Dopo la morte di Louis Watres nel giugno 1937, il dottor Elmer R. Arn, Past Grand Master of Ohio, fu eletto al suo posto come presidente dell'associazione. Nel 1938 furono aggiunti alla sala monumentale del secondo piano quattro gradi candelieri da parete, la cui spesa (4 000 dollari) fu sostenuta dal Gran Capitolo Generale dell'Order of the Eastern Star. Nel 1939 furono installati i gradini in granito che conducono al portico, la relativa balaustra in pietra e le pareti che contengono il patio che circonda il monumento. Furono anche aggiunte diverse centinaia di piante al parco ornamentale.

### Anni 1940

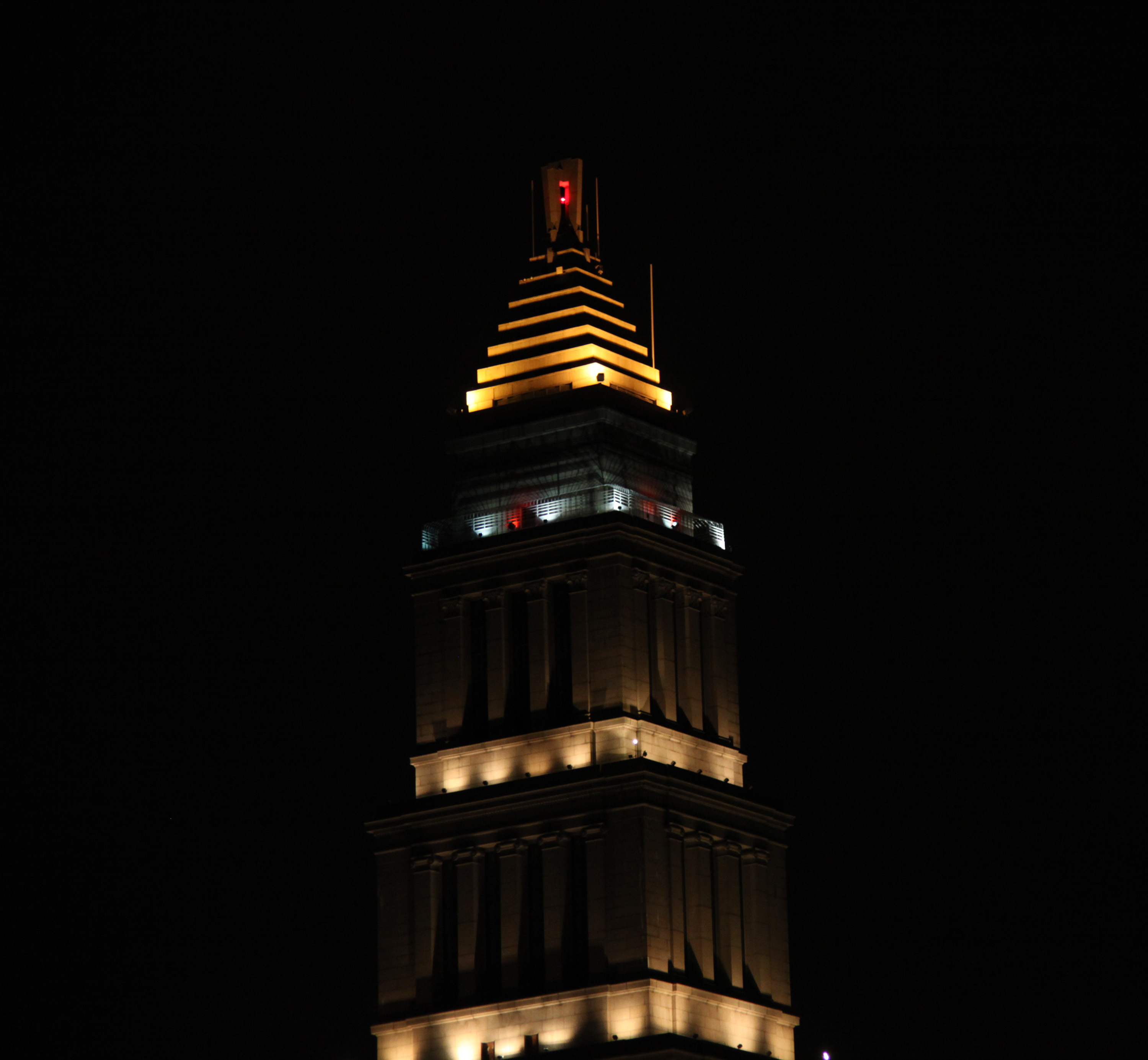
Nel 1942 il Dipartimento del commercio donò i materiali che consentono l'illuminazione dell'esterno dell'edificio e della sua sommità

Nel febbraio 1941 l'associazione rese nota la sua maggiore campagna di raccolta fondi dalla dedicazione del monumento, avendo ricevuto donazioni in contanti per 100 000 dollari. Nel corso del medesimo anno, l'associazione raggiunse ulteriori 70 000 dollari, arrivando alla disponibilità totale di fondi per 225 000 dollari complessivi. A quell'epoca, il costo complessivo per completare la struttura era arrivato a 6 milioni. La GWMNMA accettò di spendere 60 000 dollari nel 1942 per finire la loggia sud al secondo piano e la dedicò alla Blue Lodge. La somma avrebbe anche coperto i costi per finire la sala nell'angolo sudoccidentale del secondo piano, destinata ad ospitare le Washingtoniana della loggia Alexandria-Washington. Furono anche acquistati cinque appezzamenti non utilizzati su Shooter's Hill, in modo che non potesse sorgere una grande costruzione in prossimità del monumento. Inoltre, il Dipartimento del Commercio fornì gratuitamente l'impianto di illuminazione esterna dell'edificio e della torre, per la sicurezza del traffico aereo.
L'associazione si accollò le relative spese di installazione. Nel febbraio 1942 il rappresentante Sol Bloom donò al monumento un dipinto ad olio che ritraeva Washington con i paramenti massonici completi. Bloom apparteneva alla Pacific Lodge No. 233 dello stato di New York, ed era stato direttore della commissione per il bicentenario di Washington. Il quadro era stato dipinto nel 1932 dall'artista Hattie Elizabeth Burdette. L'attore Tefft Johnson aveva fatto da modello del ritratto, posando con il grembiule massonico ed indossando lo stesso gioiello usato da Washington. Anche la sedia nel dipinto era appartenuta a Washington, ed il piedistallo e il tendaggio di sfondo erano della loggia Alexandria-Washington. Il quadro era stato usato per promuovere il bicentenario di Washington, e Bloom lo regalò al monumento in memoria di sua moglie (scomparsa nel 1941).
La sala della Blue Lodge e la riproduzione della loggia Alexandria-Washington furono terminate alla fine del 1942. L'anno successivo, si ruppe una delle colonne in granito del monumento, e fu riparata.
Ad essere onesti, i lavori all'interno non iniziarono realmente fino al termine della guerra. La sala dedicata al corpo massonico degli Shriners sul lato nord del primo piano non fu iniziata prima del maggio 1945. Nella sala ultimata venne collocato un dipinto ad olio originale del cofondatore dello Shrine ("tempio", è parte del nome ufficiale del corpo massonico citato) William J. Florence (valutato 5 000 dollari), una copia dello Shrine's Ritual manoscritta dal cofondatore Walter M. Fleming, una raccolta di gioielli ed altri oggetti. Nel tempo, gli Shriners avrebbero arredato altre due stanze al piano terra per una spesa complessiva di 168 000 dollari. Nel 1946 l'associazione ricevette un'importante donazione di circa 154 700 dollari imputata al fondo di manutenzione (che ora dev'essere almeno di 3 milioni per garantire le risorse necessarie alla conservazione della struttura).
In concomitanza all'incontro annuale della GWMNMA nel febbraio 1947 si svolse la dedicazione della Alexandria-Washington Lodge Replica Room. L'associazione deliberò inoltre di riservare una delle sale nella torre incompiuta al Mystic Order of Veiled Prophets of the Enchanted Realm (noto anche come "the Grotto"), che aveva raccolto 25 000 dollari per terminare la sala. Il Supreme Council, Scottish Rite (Southern Jurisdiction, USA) donò 100 000 dollari per finire la sala della loggia nord al secondo piano e dedicarla alla massoneria criptica. Prima di questa donazione, l'associazione era incerta se autorizzare i corpi massonici ausiliari ad occupare sale nel monumento. La donazione della Southern Jurisdiction pose fine alla discussione. Essa ebbe anche l'effetto di spronare molte Gran logge (organizzazioni a livello di stato) della massoneria ad elargire generose donazioni al monumento, ravvivandone la campagna di raccolta fondi. L'associazione approvò anche l'impiego di fondi per costruire una cucina e una sala da pranzo, applicare porte di bronzo al primo piano ed installare griglie in bronzo per il sistema di climatizzazione dello stesso piano. Nel 1947 vennero prese anche altre due importanti decisioni. L'architetto storico del monumento, Harvey W. Corbett, presentò i suoi progetti per completare gli interni dell'opera, e lo scultore Bryant Baker discusse i propri progetti per una statua a grandezza naturale di George Washington destinata a decorare il salone del monumento. L'Ordine di DeMolay, componente giovanile della massoneria, aveva ottenuto il benestare dell'associazione per una campagna di raccolta fondi intesa a finanziare una statua bronzea di Washington già nel 1934. Baker propose una statua di marmo che sarebbe costata tra i 50 000 e i 60 000 dollari ed avrebbe avuto un piedistallo ad un prezzo tra 7 000 e 10 000 dollari. L'associazione iniziò anche a lavorare al suo primo ascensore. La Otis Elevator Company se ne aggiudicò il contratto il 23 ottobre 1947. Poiché era previsto che scorresse nel pozzo sudorientale, inclinato di 7,5 gradi, la compagnia superò tale ostacolo ponendo delle ruote su un lato della cabina dell'ascensore, per conservarne la verticalità di marcia. La sala da pranzo del monumento fu completata alla fine del 1947, e venne usata per la prima volta per un incontro della GWMNMA nel febbraio 1948.
Nel febbraio 1948 the Grotto inaugurò la propria sala terminata (concepita per accoglierne gli archivi) al terzo piano dell'edificio. L'associazione, nel frattempo, dotò l'auditorium al primo piano di corrimano, davanzali in bronzo e griglie di ventilazione per la climatizzazione. L'associazione deliberò poi di iniziare la raccolta fondi per diversi altri progetti riguardanti il monumento. Tra questi, progettazione, costruzione e posa in opera di vetrate colorate nel salone al secondo piano del monumento; progettazione ed esecuzione di affreschi nel salone del monumento; completamento del tetto su auditorium e portico; installazione del marmo sul cemento grezzo delle trombe delle scale interne e sostituzione delle grandi porte in legno all'entrata del monumento con porte in bronzo. Lo stesso anno, il presidente Harry Truman regalò al monumento una riproduzione dello Stemma degli Stati Uniti d'America che misurava 2,1 m di diametro ed era illuminata dall'interno. Lo stemma si trovava originariamente sulla facciata della direzione dello United States Government Printing Office, ma era stato danneggiato da un fulmine. Dopo che era stato smontato ed accantonato come rottame, un massone lo notò in un deposito del governo, e chiese che fosse donato al monumento. Fu organizzata una cerimonia di consegna per il 24 giugno 1948. Truman vi intervenne con un considerevole ritardo, poiché aveva passato la mattina impartendo ordini militari per il ponte aereo di Berlino.
Nel settembre 1949, il monumento era ancora "ben lungi dall'essere terminato". Non era stata completata alcuna delle sale nella torre tra il terzo ed il nono piano, benché fosse in corso la costruzione della piattaforma di osservazione. Il Rito scozzese accettò di finanziare la piattaforma di osservazione. Essa era raggiungibile solo attraverso una scala circolare. Verso la fine del 1949 fu terminata la Cryptic Lodge Room (sala della loggia criptica, detta anche North Room) e furono installati i due ascensori sui lati nord e sud dell'edificio. La sala conteneva 450 posti a sedere ed un organo usato la prima volta durante la cerimonia di dedicazione. Per evitare di perforare la sala al secondo piano del monumento, gli ascensori furono inclinati verso l'interno di 7,5 gradi. Erano distanziati di 19 m al primo piano, ma solo 1,4 m alla piattaforma di osservazione. Al tempo della loro installazione, erano gli unici ascensori inclinati al mondo, e i relativi motori dovevano essere passati per i pozzi di transito per farli arrivare al tetto. Verso la fine del 1949 furono apportate anche altre modifiche decorative. Un tappeto persiano intrecciato, il più grande al mondo e dal valore di un milione di dollari, fu donato al monumento da Sarkis Nahigian (un massone di Chicago). (Fu installato nella Alexandria-Washington Replica Lodge Room. Ma si dovette piegarlo per adattarlo alla sala, il che provocava usura al tappeto. Esso fu rimosso dopo parecchi anni e reinstallato nella sala monumentale al secondo piano.)
Nella sala monumentale si stavano installando due vetrate colorate progettate e costruite da Robert M. Metcalf. In tutto il primo piano furono installate porte in bronzo, griglie e fasce per finestre, la sala assembleare al primo piano fu completata, la sala e la cucina furono finite, i corridoi nord e sud del primo piano furono completati, e fu installata un'aggiunta all'impianto di riscaldamento. Fu pure terminata la "Sala dei presidenti". Questo corridoio al piano superiore dell'auditorium conteneva targhe commemorative con il ritratto di presidenti USA affiliati alla massoneria. Gli Shriners, inoltre, completarono la loro stanza al primo piano.
Ad un certo punto nel 1949, si decise che la scultura di George Washington che Bryan Baker doveva fare in marmo sarebbe invece stata di bronzo. Sia la statua sia il suo basamento furono pagati quello stesso anno.

### Anni 1950

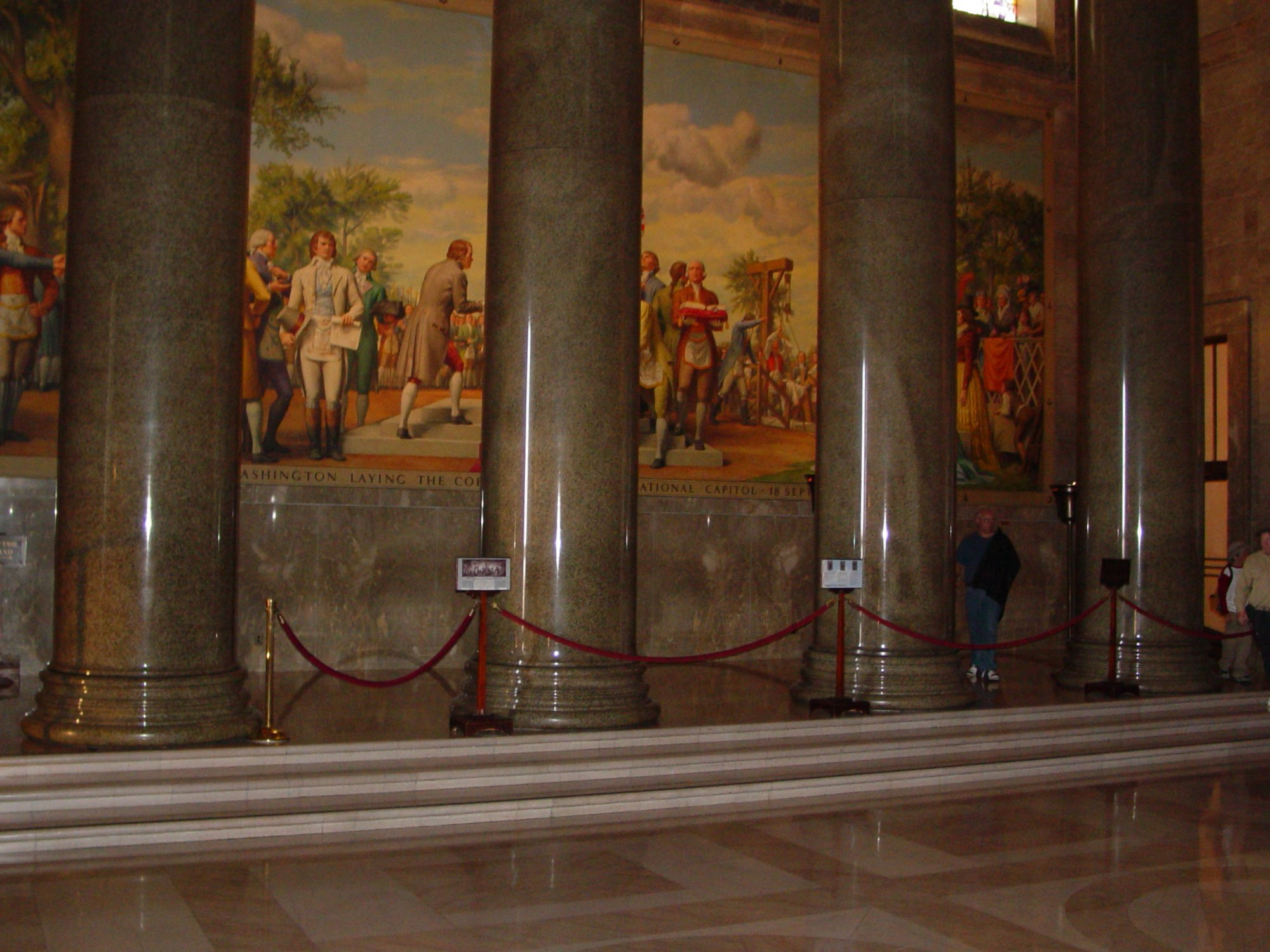
Uno degli affreschi nel salone monumentale, dipinto da Allyn Cox negli anni 1950

La statua bronzea di Washington alta 5,2 m, opera di Baker, fu terminata ed esposta al pubblico il 22 febbraio 1950. Il presidente Truman, già gran maestro della gran loggia del Missouri, inaugurò la statua pronunciando nell'occasione un discorso di grande rilievo per la politica estera. Lo stesso anno, l'affreschista Allyn Cox ebbe incarico di decorare le pareti del monumento con pitture raffiguranti eventi massonici allegorici tratti dalla storia ed anche scene dalla vita di George Washington. La gran loggia di California si accollò le spese di questi affreschi. Cox disegnò anche sei vetrate colorate che avrebbero sovrastato gli affreschi, ciascuna ritraente un famoso patriota massone (come Benjamin Franklin o La Fayette). L'esecuzione di tal suo progetto fu affidata allo specialista del vetro Robert Metcalf.
Nel 1951 il General Grand Chapter of Royal Arch Masons deliberò di finanziare il completamento della sala al quinto piano, dedicandola alla massoneria di Holy Royal Arch (un grado massonico). Sempre quell'anno, nella sala monumentale furono installate altre due vetrate di Metcalf, così come le campane al decimo piano e una scala a pioli (al posto di una scalinata) per collegare quel piano con il sottostante. Fu montato un serbatoio d'acqua (per garantire una sufficiente pressione nelle condutture) al quinto piano, l'impianto idraulico si estese all'ottavo, e la South Lodge Room al secondo piano fu dotata di aria condizionata. Tra i piani terzo e nono fu aggiunta una scala a chiocciola come di via di fuga in caso di emergenza. Lo stesso anno la gran loggia di Pennsylvania sponsorizzò il completamento della biblioteca al sesto piano del monumento. All'esterno, fu pavimentato l'appezzamento destinato a parcheggio e furono piantate due aste per bandiere fuori dell'entrata principale.
I lavori al monumento continuarono nel 1952, sebbene per lo più non fossero ultimati prima dell'anno successivo. La piattaforma di osservazione al nono piano restò incompiuta (sebbene fosse stata donata la somma necessaria ad avvolgerla in una gabbia metallica per prevenire i suicidi), e furono aperti al pubblico solo due piani. Ma la biblioteca al sesto piano fu inaugurata il 22 febbraio, e qualche mese dopo furono approvati gli schizzi di Allyn Cox per gli affreschi alle pareti del salone monumentale. Infine, con l'auditorium al secondo piano prossimo al completamento, l'associazione pro monumento autorizzò l'erogazione di fondi all'organaro M. P. Moller per iniziare progetto e costruzione di un organo a canne da collocare in tale spazio. Ai primi del 1953, comunque, la piattaforma di osservazione fu ultimata e aperta al pubblico, e si prese ad installare il secondo ascensore inclinato. Il completamento di quest'ultimo lavoro fu tuttavia rallentato da problemi con il relativo pozzo. In questo periodo furono anche terminate delle opere interne aggiuntive. I progetti costruttivi avevano richiesto due rampe di scale che scendessero dal salone monumentale del secondo piano alla sala per assemblee del primo. Queste scale però non erano mai state realizzate, e lo spazio era stato adoperato come deposito per anni. Ora c'erano i fondi per le scale. Per procedere, lo spazio incompiuto oltre il portico fu convertito in deposito, e furono installate le scale. Gli appaltatori inoltre risigillarono l'esterno della torre ed il parapetto sul tetto del secondo piano per evitare che l'acqua filtrasse nel monumento. Entro la fine del 1953 furono installate nel museo le vetrate colorate rimanenti.
Nel 1954 fu installato nell'auditorium principale l'organo Moller da 42 file di canne. I 50 000 dollari necessari per l'organo erano stati offerti dalla gran loggia del New Jersey nel 1930. Furono pure terminate le scalinate in marmo tra il primo ed il secondo piano, ed altresì fu ultimato il quinto piano con la sua sala della Royal Arch Masonry. L'associazione pro monumento iniziò in quel momento a rivedere alcuni dei suoi piani. Era divenuto chiaro che non occorreva una States Remembrance Room al quarto piano, e che l'ottavo piano non aveva spazio sufficiente a contenere tutte le Washingtoniana appartenenti alla loggia Alexandria-Washington. Pertanto l'associazione si risolse ad adibire il quarto piano a museo di Washington, pur lasciando aperto l'ottavo.
L'affresco di Allyn Cox sul muro sud del salone monumentale fu completato all'inizio del 1955. Sebbene fosse stato previsto da tempo un affresco anche sul soffitto del monumento, l'associazione decise di rinunciarvi. Nel febbraio del 1955 Theodor Vogel, gran maestro delle Gran logge unite di Germania, regalò all'associazione pro monumento elaborate sculture in legno raffiguranti i Santi Quattro Coronati (in questo caso, Claudio, Castorio, Nicostrato e Simproniano). Le sculture furono appese nella biblioteca del monumento. Lo stesso anno, i cavalieri templari chiesero che la stanza loro assegnata fosse spostata dal settimo all'ottavo piano. La richiesta fu prontamente accolta, benché lasciasse il settimo piano vacante. Durante l'anno, Allyn Cox continuò a lavorare sugli affreschi della stanza della Royal Arch Masonry e su quello della parete nord del salone monumentale. William e Annetta Childs dell'Oklahoma donarono al monumento un carillon elettronico automatico, che fu installato nel decimo piano.
L'anno dopo fu poi completato l'ascensore del lato nord. Non essendo più necessario che gli ascensori trasportassero materiali da costruzione e relativo personale, la torre fu finalmente aperta al pubblico. Restavano tuttavia incompiuti diversi progetti per l'esterno: rivestimento in granito per le pareti della terrazza superiore, modanature in bronzo per le porte principali, insegne luminose in bronzo per il portico, rivestimento in granito per le pareti della terrazza inferiore e rivestimento in granito per il retro dell'auditorio. Erano necessarie anche talune opere interne. Ad esempio, erano stati praticati dei fori nel pavimento di marmo del salone monumentale in modo che si potessero installare le connessioni elettriche per i punti luce. Anche il settimo piano, la cui destinazione era indeterminata, alla fine trovò uno sponsor. Quell'anno, il Grand Central Council of Cryptic Masonry ("Gran consiglio centrale della massoneria criptica") accettò di finanziare il piano, e per fine anno aveva raccolto metà dei fondi necessari a completare ed arredare il piano.
La Royal Arch Room fu inaugurata il 20 aprile 1957 dal vicepresidente Richard Nixon (affiliato ai cavalieri templari). Le quattro nicchie della sala restarono però incompiute per molti anni, durante i quali rimasero celate da tendaggi. Lo stesso anno, le Southern and Northern Jurisdictions of the Scottish Rite ("Giurisdizioni meridionale e settentrionale del rito scozzese") inaugurarono il museo di George Washington al quarto piano (benché mancassero vetrine da esposizione o altri mobili che permettessero di aprire effettivamente tale museo). La vigilia di Pasqua (20 aprile) i cavalieri templari inaugurarono la loro cappella all'ottavo piano. Alla fine dell'anno, fu completato il secondo affresco di Allyn Cox per il salone monumentale.
Alla fine del 1957 erano giunti a buon punto i lavori per la sala della massoneria criptica al settimo piano e la sala fu in effetti inaugurata il 12 febbraio 1958. Quell'anno si apportò anche un cambiamento al portico. Esso era stato concepito per contenere due grandi targhe di bronzo, su entrambi i lati delle porte principali. La raccolta di fondi per queste targhe ebbe poco successo, così restavano due buchi spalancati sulle pareti di marmo. L'associazione pro monumento decise di colmare tali buchi con targhe di marmo, al posto del bronzo. Inoltre, furono installate le porte di bronzo per entrambi gli impianti di ascensori (per un costo 18 000 dollari). Alla fine dell'anno, l'associazione pro monumento spese più di 108 000 dollari per finire i rivestimenti in granito dell'auditorium.
Nel 1959 fu donato al museo un grande busto di Washington in bronzo, opera di Donald De Lue (commissionato dalla gran loggia di Louisiana, ed originariamente destinato alla sede principale di quell'organizzazione). Il rito scozzese si offrì di finanziare il completamento del museo al quarto piano.

### Anni 1960 e 1970
Nel 1962 Dwight Franklin e Robert N.S. Whitelaw eseguirono 12 diorami da collocare nella sala assembleare, raffiguranti episodi fondamentali nella vita di Washington. I diorami erano previsti già dallo schema decorativo del monumento, che ne contemplava otto (due per ogni angolo) da situare nella sala assembleare. Non trovandosi un accordo sull'argomento di tutti i soggetti artistici, ne vennero ordinati 12 invece che otto. Nel 1963 fu anche aggiunta l'aria condizionata alla sala della loggia nord (in precedenza chiamata "della loggia criptica").
Ma nonostante questi risultati, nel 1964 il monumento era ancora incompiuto. Più di 150 000 persone visitavano il monumento in un anno, ma il museo di Washington non era ancora terminato. Una spinta decisiva a finire il museo si registrò dal 1966, anno in cui le discendenti di Washington — Anne Madison e Patty Willis Washington — donarono al museo la raccolta di famiglia di cimeli e documenti dell'eroe statunitense. Tra il materiale donato si trovava un grande ritratto di George Washington e congiunti, ed anche la sua Bibbia di famiglia. Solo dopo tale avvenuta donazione si riuscì a mettere assieme tutto il denaro necessario a completare il museo.
La fine degli anni 1960 vide il completamento del monumento. Nel febbraio 1966 il senatore (massone) Everett Dirksen "dedicò" il museo di George Washington sul quarto piano del monumento. La dedicazione significava che l'ultima stanza nella torre da quel momento era completa ed aperta al pubblico. Nel 1967 il comune di Alexandria cambiò la fisionomia della strada attorno al monumento. In tale ambito, il monumento cedeva al comune un percorso ( o "vicolo") di entrata largo 3,7 m tra la strada di accesso e Park Road. Poiché il muro posteriore dell'auditorium non era mai stato rivestito di granito, le barre metalliche di rinforzo che ne sporgevano si erano arrugginite. Furono rimosse nel 1968, in quanto non più adatte all'impiego. Da ultimo, l'impianto di riscaldamento, vecchio di quarant'anni ed alimentato a petrolio, fu sostituito con nuove caldaie a gas naturale, il comune di Alexandria donò un gruppo elettrogeno per servire la torre in caso di black out, fu installata illuminazione supplementare per la torre e furono portati a termine ulteriori opere di giardinaggio.
Il monumento fu considerato completo nel 1970. Tuttavia, il rivestimento in granito rimaneva ancora incompiuto. L'associazione pro monumento riuscì a raccogliere tutto il denaro necessario nel luglio 1972, e nel marzo dell'anno successivo anche il rivestimento venne terminato. Anche la torre godeva solo di illuminazione parziale. Ma la gran loggia di New York procurò i fondi per finire l'illuminazione, e nell'estate 1973 fu portata a compimento l'illuminazione esterna della torre.

## L'edificio

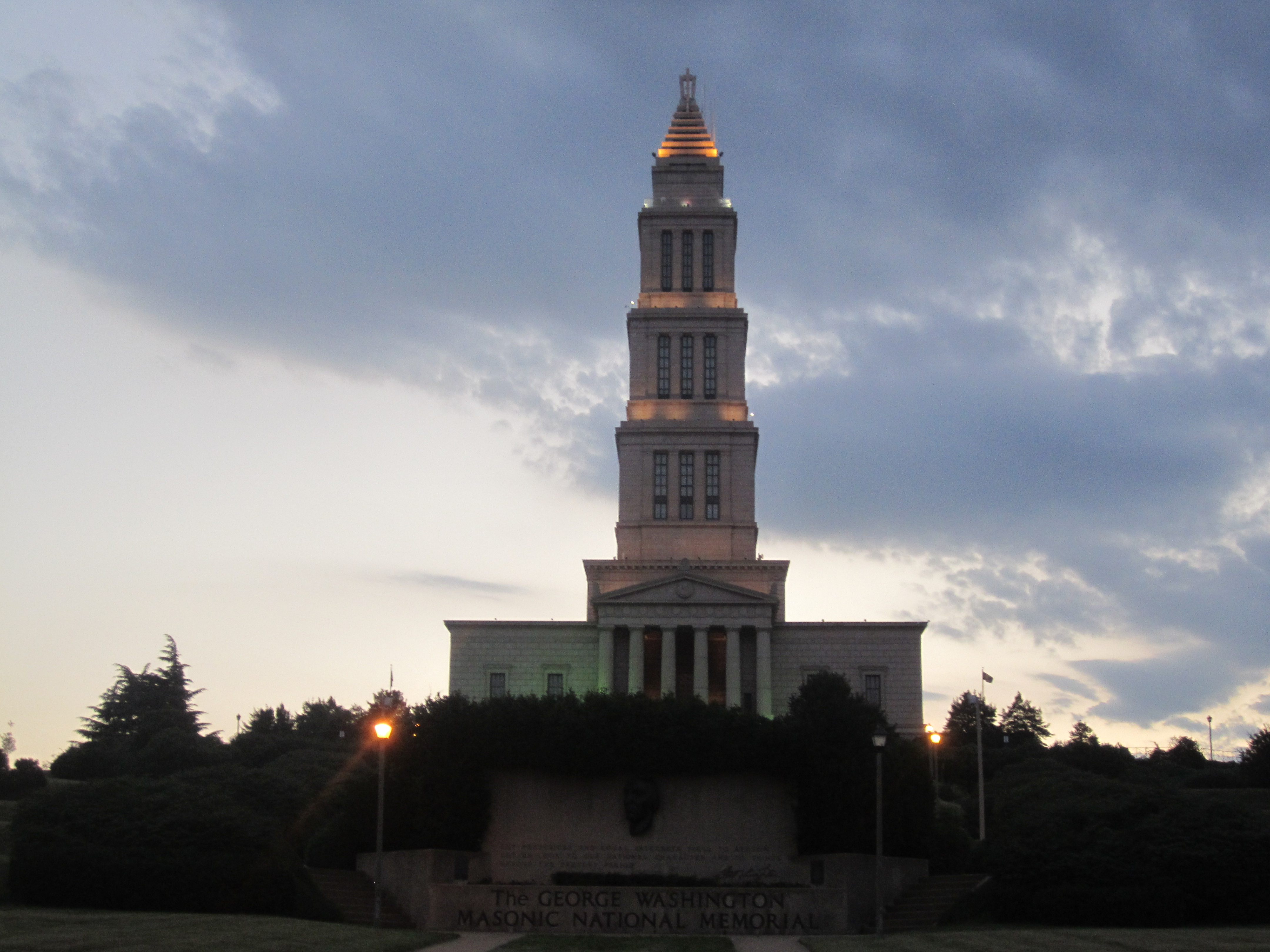
Il monumento al tramonto del 30 luglio 2011

Il George Washington Masonic National Memorial è di stile neoclassico. Alcune parti sono però negli stili neogreco e neoromanico. Le colonne che formano il portico, la sala assembleare del primo piano e la sala principale del secondo piano, e sul primo livello della torre sono doriche. Al contrario, le colonne sul secondo livello della torre sono ioniche e quelle sul terzo livello della torre sono corinzie.
Il monumento consiste di nove piani. Il primo (o "pianterreno") sembra, dall'esterno, far parte della fondazione. Al centro del primo piano sta la Grand Masonic Hall (grande sala massonica). La Grand Masonic Hall dispone di otto grandi colonne, quattro su ciascun lato della sala. Essa è lunga 20 m, larga ed alta altrettanto. I 12 diorami commissionati a metà degli anni 1960 si trovano in questa sala. Al lato occidentale della sala brevi scalini conducono ad un'alcova che dal 2008 ospita un busto bronzeo di George Washington.
L'alcova, semicircolare, che circonda il busto è decorata da affreschi raffiguranti eventi massonici nella vita di Washington. Per molti anni, lo Stemma degli Stati Uniti donato al monumento dal presidente Truman nel 1948 rimase in mostra in questa sala, ma fu tolto alla fine degli anni 1990. Sui lati nord e sud della Grand Masonic Hall si trovano sale riunioni di varie dimensioni. Tutte e tre le sale sul lato nord contengono cimeli che illustrano storia e attività degli Shriners. Molti modelli in queste stanze riproducono opere di beneficenza degli Shriners, ed un modello è una versione meccanica in miniatura della parata degli Shriners. La sala riunioni media (la George Washington Room) e la sala grande (la Andrew Jackson Room) sul lato sud sono generalmente chiuse al pubblico ma possono venire noleggiate come luogo d'incontro.

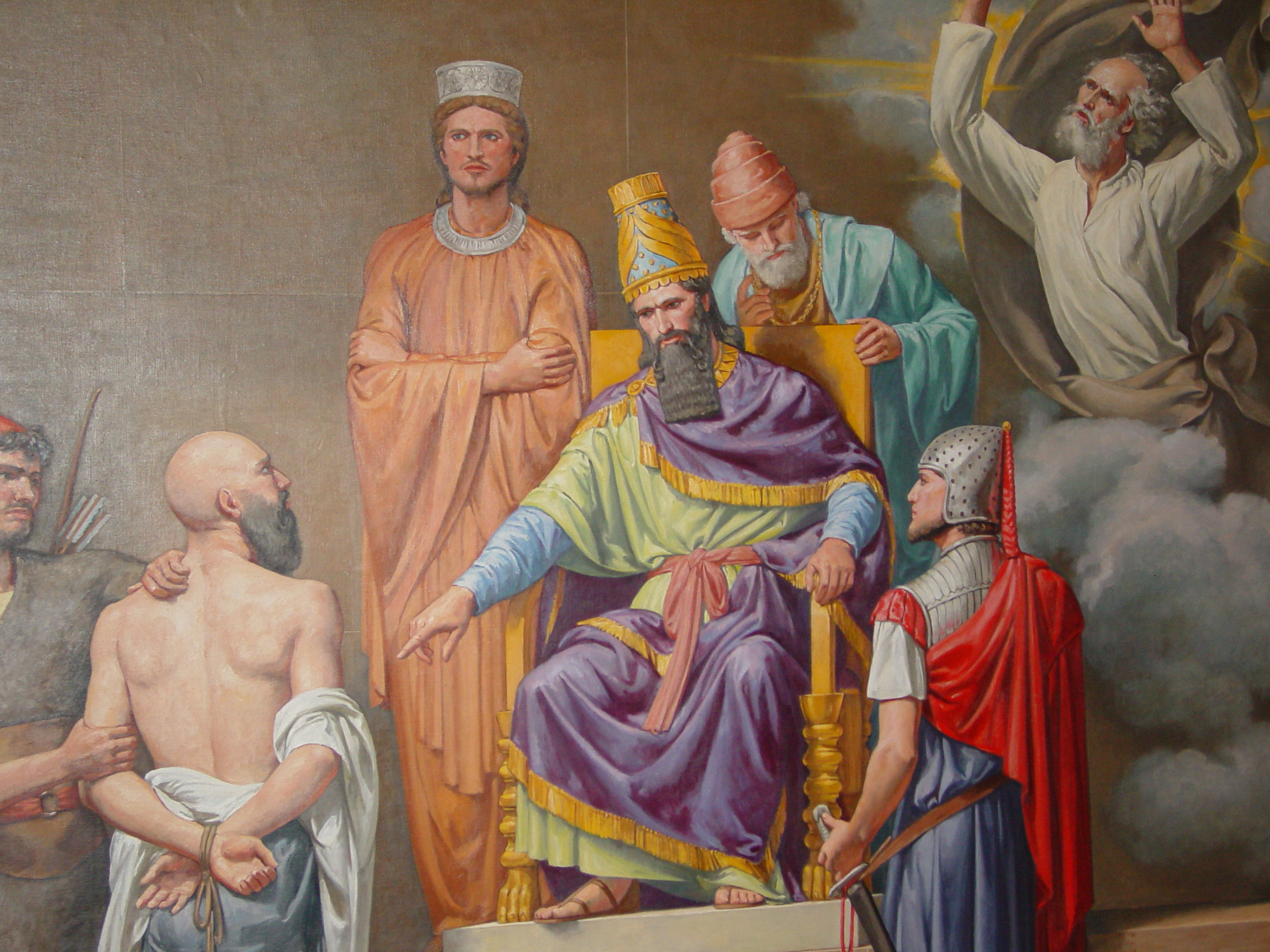
Un particolare di uno degli affreschi nella sala della massoneria criptica al settimo piano

Il piano secondo (o "principale") si presenta, dall'esterno, come il livello principale del monumento. Il portico, ispirato al Partenone, con le sue colonne doriche forma l'ingresso primario al monumento. Il portico è sostenuto da otto colonne scanalate di granito rosa Conway del diametro di 1,8 m, alte 10 m, ciascuna del peso di 57 t. Il bassorilievo a medaglione di Washington di profilo che è incorporato nel frontone sopra al portico misura 2,1 m da una parte all'altra. Porte in bronzo segnano la strada nel monumento. Una volta al suo interno, sulla sinistra si trova la  Alexandria-Washington Lodge No. 22 Replica Lodge Room, che riproduce fedelmente la sala di quella loggia, come appariva quando era presieduta da Washington. Questa stanza contiene parecchi pezzi appartenuti a Washington ed anche pezzi storici (ad esempio mobili) provenienti dalla loggia Alexandria-Washington. Dietro alla sedia del maestro massone in questa stanza è posto il ritratto (opera di William Joseph Williams) di Washington in abiti massonici. Lungo il lato sud di questo piano sta la South Lodge Room, che riproduce l'aspetto neoclassico della loggia Alexandria-Washington quando era ubicata nel palazzo di giustizia di Alexandria. Questa sala è usata sia per le riunioni dell'Alexandria-Washington Lodge No. 22 sia per altre logge massoniche che desiderino impiegarla per incontri durante la visita al monumento.
La caratteristica saliente del secondo piano è il salone monumentale (Memorial Hall), lungo 30 m, largo 20 m ed alto 16 m. 
Il salone è retto da otto colonne di granito verde (quattro per lato). Ogni colonna è alta 11,7 m, è larga 1,2 m alla base e pesa 57 t. Sul lato occidentale del salone sorge la statua bronzea alta 5,2 m che rappresenta Washington con i paramenti massonici. Pesa 6,4 t. Il pavimento è composto di marmo del Tennessee formante un disegno geometrico, mentre le pareti sono in marmo del Missouri. Agli angoli del salone monumentale stanno quattro lampade di bronzo alte 2,4 m, donate dall'Order of the Eastern Star (un'organizzazione sociale massonica composta soprattutto da donne). Sul lato nord e su quello sud del salone monumentale si vedono due affreschi di Allyn Cox, rispettivamente raffiguranti Washington che assiste ad un servizio divino nella Christ Church di Alexandria, e lo stesso Washington (in abiti massonici) che posa la prima pietra del Campidoglio omonimo. 
Gli affreschi furono fotografati nella loro interezza per la prima volta nel 2000.

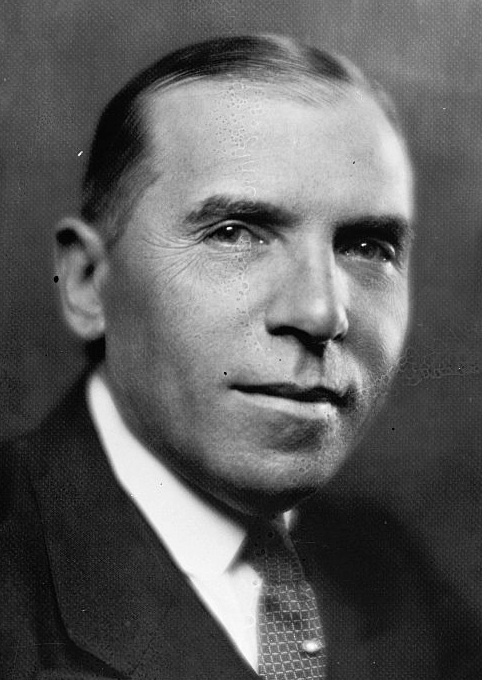
L'impresario musicale e politico statunitense Sol Bloom (1870-1949)

Dietro al salone monumentale incontriamo il semicircolare Memorial Theater, progettato per mille posti a sedere. (Dopo una ristrutturazione, oggi dispone solo di 358 posti.) Il Memorial Theater si contraddistingue per il soffitto a forma di ventaglio e le 16 colonne in marmo di St. Genevieve lungo il suo perimetro. Attorno al mezzanino si vedono 14 bassorilievi in bronzo ritraenti i presidenti USA che appartenevano alla massoneria. Dietro al palcoscenico è affisso il ritratto di Washington donato dal rappresentante (membro del parlamento) Sol Bloom.
Nella galleria sulla parte orientale del teatro è posto l'organo Moller donato dalla gran loggia del New Jersey. Sulla parte settentrionale del primo piano è ubicata la North Lodge Room. Un soffitto a volta a trave aperta caratterizza questa stanza, che è una costruzione a graticcio ed ha gallerie su tre lati e un palcoscenico sul fronte. È la sala riunioni della Andrew Jackson Lodge No. 120, e di altre logge massoniche che desiderino usarla per le loro riunioni durante le visite al monumento.

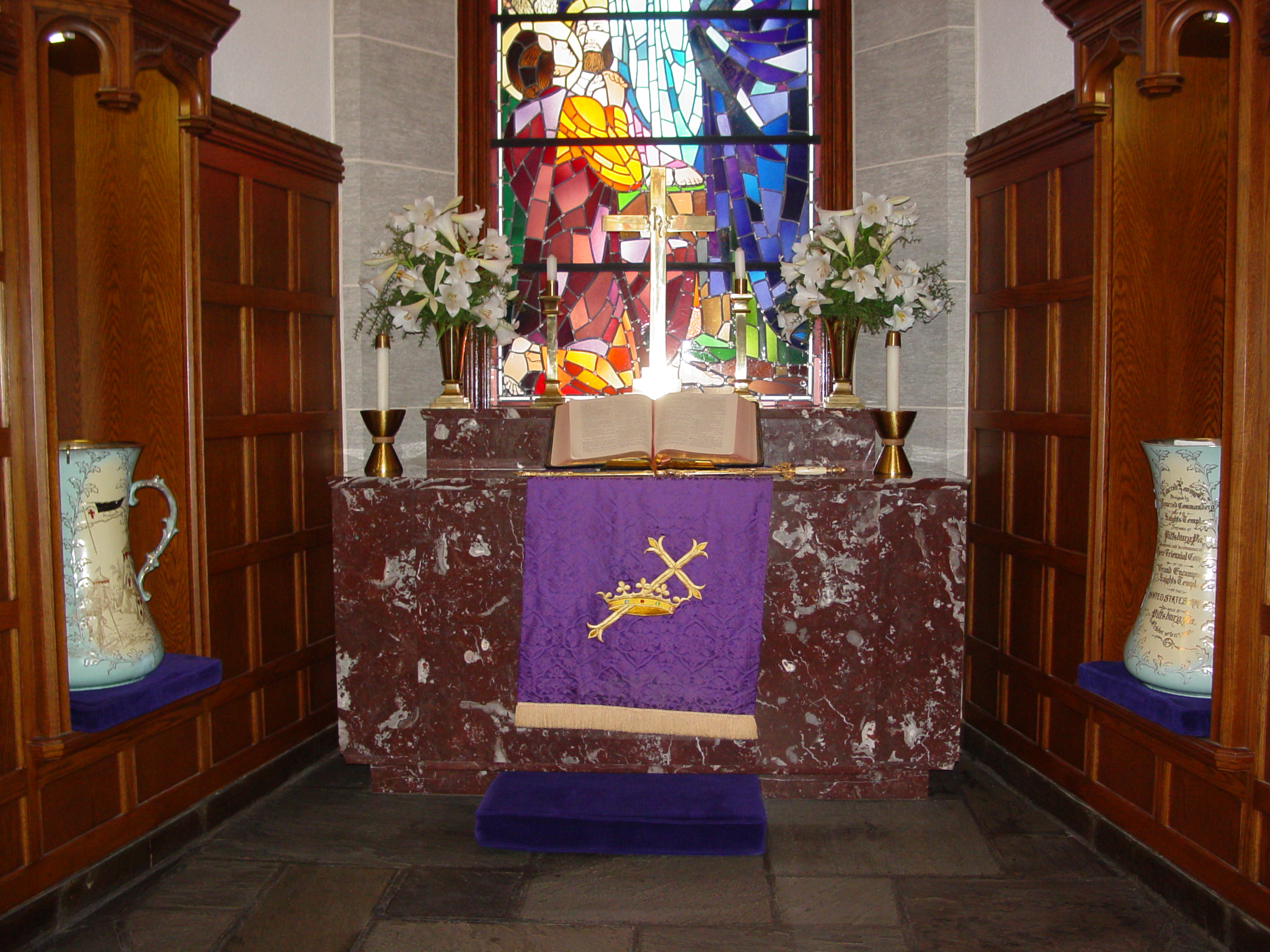
L'altare nella sala dei cavalieri templari all'ottavo piano del monumento

La torre contiene i piani dal terzo al nono. È divisa in quattro sezioni, ciascuna di conferenza minore di quella sottostante. Ci sono due piani nelle sezioni prima, seconda e terza, ma un piano soltanto nella quarta sezione. Nel terzo piano sono in mostra oggetti riguardanti la storia, le attività di beneficenza e di utilità sociale in cui si impegnano vari corpi massonici. Il terzo piano era originariamente dedicato al Mystic Order of Veiled Prophets of the Enchanted Realm ("the Grotto"), e raccoglieva gli archivi dell'organizzazione. Ma a partire dal febbraio 2012 il terzo piano fu ristrutturato per illustrare con reperti anche le realtà di altri corpi massonici ausiliari (fermo restando che the Grotto vi mantiene una presenza espositiva di gran lunga superiore). Il quarto piano è sede del George Washington Museum, che si sostenta grazie a risorse provenienti dal Supreme Council of the Scottish Rite of the Southern and Northern Jurisdictions of the United States. Il museo, che è arricchito anche da molti oggetti posseduti o usati da Washington, ne contiene pure la statua bronzea eseguita da Donald De Lue. Il quarto piano ha un'altezza doppia rispetto al terzo, con un mezzanino adibito a spazio espositivo. Il quinto piano è alto come il terzo, ed è dedicato alla mostra di oggetti e simboli importanti per la Royal Arch Masonry. Questo piano è negli stili dell'architettura neoegizia e di quella ebraica. Tra l'altro contiene una riproduzione dell'arca dell'Alleanza (le tende si aprono e chiudono automaticamente per mostrare la riproduzione ai visitatori). Il sesto piano ospita la biblioteca del monumento. Questo piano è alto il doppio del quinto, e come il quarto dispone di un mezzanino. Il settimo piano è alto come il quinto ed il terzo, ed è dedicato alla massoneria criptica (la seconda parte del sistema di gradi massonici afferenti al Rito di York). La sala è una riproduzione simbolica della leggendaria cripta sotto il tempio di Salomone che custodiva segreti e tesori. È anche decorata da affreschi raffiguranti episodi fondamentali nominati nei rituali di iniziazione criptica (come l'assassinio di 
Hiram Abif, architetto del tempio di Salomone). L'ottavo piano è alto quanto il settimo, e presenta una cappella dedicata ai cavalieri templari. Stilisticamente è assimilabile al primo gotico francese. Come il quarto ed il sesto piano, ha un'altezza doppia dei piani terzo e quinto ma non possiede il mezzanino che ritroviamo ai piani quarto e sesto. Le vetrate colorate questa cappella raffigurano quattro scene dalla Bibbia cristiana: la guarigione del cieco, il discorso della Montagna, la crocifissione di Gesù, la sua ascensione al cielo. Il nono piano è alto come il terzo, il quinto ed il settimo, ed ospita la Tall Cedars of Lebanon Room e la piattaforma di osservazione.
Il Tall Cedars of Lebanon è un gruppo sociale per maestri massoni, la cui sala al nono piano rappresenta la sala del trono di re Salomone, oltre a simboli importanti per tale gruppo. La piattaforma di osservazione, che circonda l'esterno del nono piano, è accessibile solo da questa sala.
La struttura è coronata da una piramide con sette gradoni. Il corpo illuminante al culmine della piramide ha la foggia di una doppia pietra di volta (una forma di importanza simbolica per i massoni).
Il monumento insiste su un'area verde che si estende per 15 ettari. Poiché la GWMNMA è un'organizzazione senza fini di lucro, il monumento e il terreno pertinente no sono tassati. Il primo ed il secondo piano sono liberamente aperti al pubblico, mentre la visita degli altri piani è possibile solo se accompagnati da una guida volontaria. Le visite si compiono con cadenza oraria. Tali visite sono state gratuite per gran parte della storia del monumento, ma dal 2010 è richiesto il pagamento di un biglietto.

## Vita dell'edificio

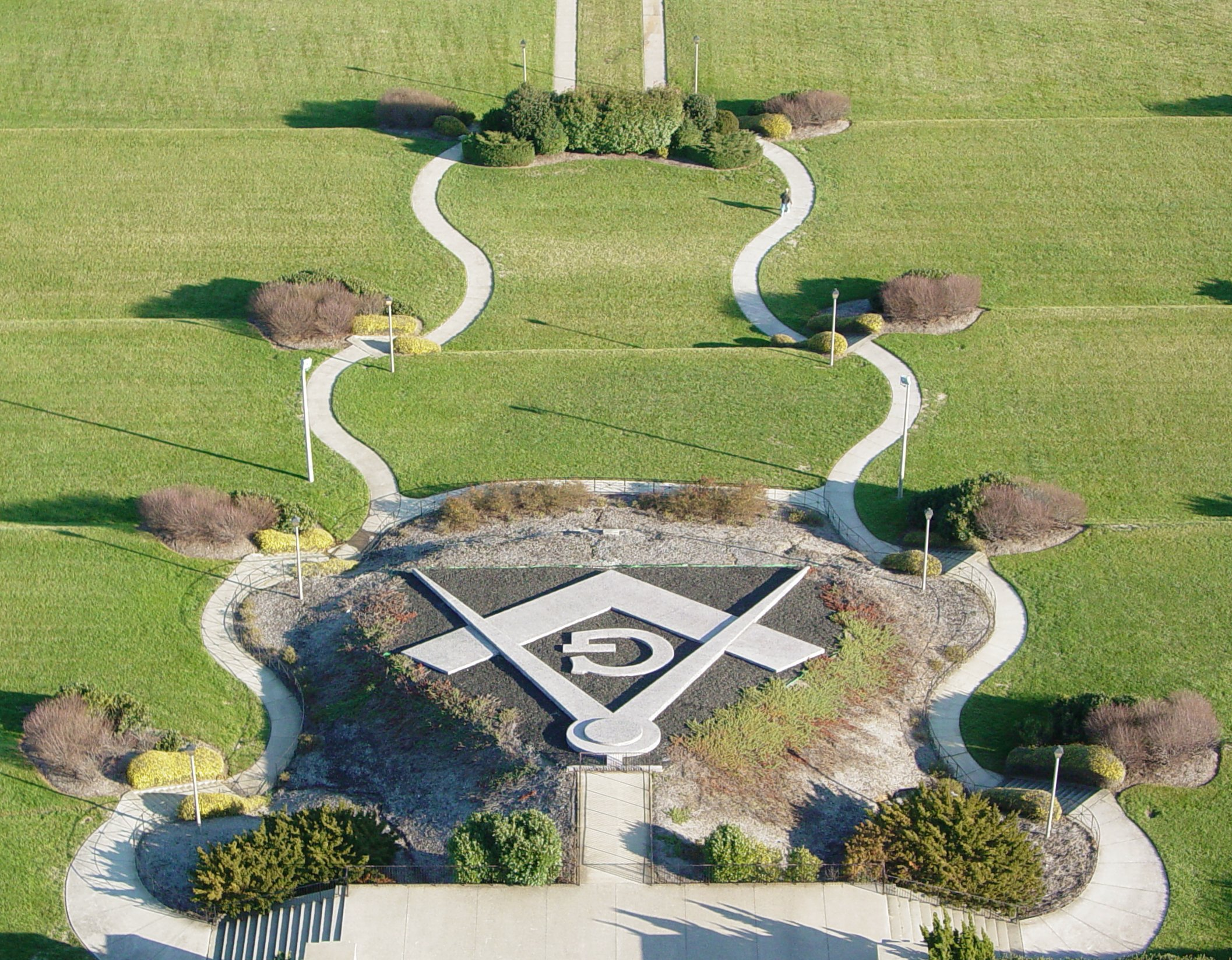
Squadra e compasso, un imponente simbolo massonico in calcestruzzo aggiunto al monumento nel 1999.

### Variazioni finanziarie ed organizzative
Il George Washington Masonic National Memorial è il solo edificio massonico sostenuto da tutte le 52 grandi logge nazionali degli Stati Uniti. Nel 1983 il monumento impiegava 35 dipendenti a tempo pieno ed aveva un budget annuale di 550 000 dollari. All'epoca, ogni persona affiliata alla massoneria negli USA pagava un contributo di 5 dollari per alimentare il fondo di mantenimento del monumento.
Ma nonostante questa entrata e la sua dotazione, il monumento attraversò una grave crisi finanziaria negli anni 1980. Un significativo declino del numero di massoni negli Stati Uniti portò ad un crollo delle donazioni per il mantenimento del monumento e per i fondi di dotazione. All'edificio servivano importanti restauri, la cui esecuzione però prosciugava la cassa della manutenzione. Per la prima volta nella sua storia, la GWMNMA considerò di accendere un mutuo per pagare le riparazioni e le spese correnti del monumento. La crisi finanziaria fu evitata quando alcune grandi logge adottarono una stima del costo necessario a far sopravvivere il monumento suddivisa per il numero dei propri iscritti, e la GWMNMA iniziò una serie di raccolte fondi e la vendita di oggetti regalo per generare proventi aggiuntivi.
Nel 1993, per attribuire al monumento un ruolo più centrale nella vita culturale di Alexandria, si prese a concedere a nolo le sue stanze riunioni, sale assembleari e teatri, a gruppi privati per finalità di vario genere. Nel 1994 il budget gestionale del monumento era 600 000 dollari.
Nel 2000 il fondo di dotazione era cresciuto a 12 milioni di dollari. Ma le entrate erano ancora inadeguate. Negli anni 1920 e 1930 molte grandi logge imponevano a ciascun membro uno specifico contributo per il sostentamento complessivo della GWMNMA. Ma nel 2003, solo un quarto di tutte le grandi logge continuava a farlo. Quell'anno la GWMNMA iniziò a sollecitare le grandi logge perché ripristinassero il contributo individuale automatico. Il programma incontrò un discreto successo, ma nonostante tale crescita, nel 2004 la dotazione raggiungeva ancora solo la metà della dimensione necessaria.
La GWMNMA apportò pure alcuni cambiamenti organizzativi. Tra il 1910 ed il 1951, l'associazione aveva avuto appena tre presidenti (Shyrock, Watres ed Arn). Il consiglio direttivo della GWMNMA decise che imponendo un limite di durata al mandato presidenziale si sarebbe data ad ogni membro del consiglio stesso la possibilità di diventare presidente ed introdurre con maggior frequenza nuove idee. Nel 2004 la GWMNMA modificò il proprio statuto stabilendo un limite di tre mandati, della durata di un anno, per i presidenti dell'associazione. Nel 2008 tali mandati presidenziali annui furono ulteriormente ridotti a due (per ciascun presidente eletto).
Con riferimento all'anno solare 2008, la GWMNMA aveva 21 dipendenti, entrate totali poco superiori ad un milione di dollari, spese complessive intorno a 1,6 milioni di dollari e risorse totali di circa 15,8 milioni di dollari. La dotazione dell'associazione, in ogni caso, non aveva più la solidità di una volta. Era stato speso circa mezzo milione di dollari (principalmente in riparazioni dell'edificio), e le perdite causate dalla crisi economica erano rilevanti (prossime a 2,7 milioni di dollari). La dotazione era crollata dai circa 11,8 milioni di dollari di fine 2007 ai circa 8,7 milioni di dollari di fine 2008.

### Rinnovamenti
Da quando, nel 1970, il monumento è stato completato, sono intervenuti diversi mutamenti, anche per quanto riguarda l'area circostante. La stazione metropolitana King Street Metro fu istituita nel novembre 1983, a tre isolati dal monumento. Intorno a quel periodo furono sostituite le controfinestre sull'esterno del fabbricato, per una spesa di 75 000 dollari. Nel 1990 sul vertice del monumento furono aggiunte antenne paraboliche per migliorare le radiotrasmissioni della polizia nell'area.
Nel 1992, sessantesimo anniversario del monumento, il museo George Washington allestì la mostra di una raccolta speciale di Washingtoniana. Ne faceva parte anche un "gioiello" massonico da maestro emerito in diamante sintetico, appartenuto a Martha Washington e venduto dalla famiglia alla morte di lei, il Kenmore Association (ora nota anche come George Washington Foundation). Il museo ricevette in prestito anche la scrivania della Maryland Statehouse su cui Washington redasse le proprie dimissioni dal Continental Army alla fine della Rivoluzione americana. Da ciò derivarono alcune scoperte storiche. Si sapeva da tempo che la Bibbia di famiglia dei Washington aveva una mezza pagina della famiglia mancante, ma la ricatalogazione svelò che uno dei discendenti di Washington l'aveva strappata per unirla alla prima pietra del monumento a Washington il 4 luglio 1848. Da una scrivania tornò alla luce una mappa, disegnata di pugno di Washington, che mostrava il percorso di una spedizione militare britannica in Ohio nel 1790. Inoltre si scoprirono un libro sull'uso dell'artiglieria inviato da uno scozzese a Washington, ed un'enciclopedia del 1798 (la prima stampata in America) espressamente ordinata da Washington. I ricercatori scoprirono ancora una stampa della scena di Washington nel letto di morte, ed il mozzicone di una candela portata da massoni in una cerimonia dopo la sua morte.
Nel 1999 il Washington Masonic National Memorial fu contrassegnato esteriormente per la prima volta come edificio massonico. Due marciapiedi gemelli che collegavano direttamente la salita orientale di Shooter's Hill con i gradoni frontali del monumento furono infatti parzialmente sostituiti da percorsi curvilinei in cemento e da un grande simbolo (tipicamente massonico) di Squadra e Compasso incorniciato da un giardino architettonico. Il nuovo simbolo, costato 250 000 dollari, è largo 21 m e lungo 18. (È visibile in fase di atterraggio all'Aeroporto Nazionale di Washington-Ronald Reagan).
Anche nel periodo 1999-2000 furono apportati vari rinnovamenti e restauri. L'associazione Tall Cedars of Lebanon, intorno a quel periodo, si fece carico di ripulire e restaurare la propria sala posta al nono piano. La cappella al nono piano subì danni da acqua nella prima metà degli anni 1990, ma l'organizzazione dei Cavalieri templari nel 1999 fece restaurare e ridipingere tale spazio. Nello stesso periodo il Grotto iniziò un progetto volto a restaurare gli affreschi e le decorazioni nella sua sala, anche in vista dell'allestimento di attività espositive. Nell'autunno del 1999 l'organizzazione del Rito di York realizzò una mostra nel salone sud al primo piano del monumento, per illustrare le attività di beneficenza, i gradi e gli obiettivi del rito. Furono programmati entro il 2000 un sistema di irrigazione del prato sul lato est della collina, la revisione delle caldaie e della cucina, l'installazione dell'aria condizionata nel teatro e nella biblioteca del monumento, l'aggiornamento degli ascensori, riparazioni e migliorie dell'impianto elettrico, adeguamenti che rendessero il monumento più conforme alla normativa contro le barriere architettoniche (Americans with Disabilities Act of 1990), la rimozione di materiali pericolosi (come l'asbesto), la ripavimentazione di viabilità interna e parcheggi, l'impermeabilizzazione del portico e della torre ed un generale restauro degli interni. Il costo di questi aggiornamenti superava i 500 000 dollari. Lo stesso anno, presso il monumento fu ingaggiato personale per un radicale rinnovamento del George Washington Museum e dei suoi spazi espositivi, e iniziarono importanti opere paesaggistiche per riportare il terreno alla sua condizione originaria.
Ma nonostante detti aggiustamenti, nel 2002 il monumento aveva ancora circa 795 000 dollari di restauri in arretrato. Tra i più grossi e dispendiosi progetti necessari vi erano rimozione e riattamento dei gradoni anteriori in granito, acquisto ed installazione di generatori di emergenza, sostituzione dell'impianto idrico, installazione di un mass damper per prevenire danni alla torre in caso di forte vento, installazione di luci di emergenza ed un'ispezione strutturale al monumento. Nel 2003 l'organizzazione Northern and Southern Jurisdictions of Scottish Rite of Freemasonry deliberò di elargire 200 000 dollari per finanziare i rinnovamenti del museo George Washington. Tali opere dovevano essere completate entro agosto 2003. Nel febbraio 2004 furono terminati anche i rinnovamenti nelle tre sale degli Shriners al primo piano. In autunno dello stesso anno furono anche sostituiti i marciapiedi sul lato nord del monumento, e nel 2005 furono costruiti i muri di contenimento attorno al simbolo massonico sul lato est. All'inizio del 2006 furono installate luci anticollisione per gli aerei sulla cima del monumento e luci di sicurezza nei parcheggi. Ma benché bene accolte, queste opere non rappresentavano, a detta della GWMNMA, i più importanti ripristini necessari.
In preparazione al centenario dell'associazione (2010), il monumento fu sottoposto a restauri significativi. Il comitato direttivo della GNWMMA approvò importanti esborsi per compiere questi cambiamenti. La Main Assembly Hall ("Sala assembleare principale") fu ribattezzata Grand Masonic Hall, e riportata alla sua condizione originaria. La Grand Masonic Hall fu circondata di vetri e porte, cosicché si potesse usarla come centro conferenze. L'aria condizionata fu estesa a tutto l'edificio, furono aggiunti ascensori per arrivare al primo piano, il tetto sui piani secondo e terzo venne riparato, il monumento divenne ancora più accessibile ai disabili, i gradoni in granito del frontale principale furono tolti e risistemati e venne installato un impianto di sicurezza e sorveglianza. I corridoi attorno alla Grand Masonic Hall furono ridipinti, vennero installate nuove luci e lungo le pareti venne allestita una mostra fotografica dal titolo The Golden Age of Masonic Architecture ("L'età d'oro dell'architettura massonica"). Anche la stanza contenente la replica della sala incontri della Alexandria-Washington Lodge No. 22 fu rinnovata ed aggiornata per una migliore esposizione delle Washingtoniana ospitate. Al primo piano fu aggiunta una nuova mostra, The Form and Function of American Freemasonry ("La forma e funzione della massoneria americana"), per contribuire a spiegare 
che cosa rappresentino la massoneria ed i suoi simboli. Furono anche messe in programma una mostra (pensata per il terzo piano dedicato al Grotto) sui corpi massonici ausiliari, e una storia del monumento e della sua relazione con la città di Alexandria.
Sempre nel 2010 furono aggiunte anche diverse mostre ed esposizioni permanenti. Il 22 febbraio di quell'anno la GWMNMA svelò un nuovo quadro dell'artista Christopher Erney ritraente George Washington come massone. Il monumento fu pure sede di una mostra temporanea, The Freemasons' White House Stones ("Le pietre massoniche alla Casa Bianca"). Vi erano esposte pietre sulle quali erano stati incisi simboli massonici da lavoratori scozzesi durante la costruzione della Casa Bianca negli anni 1790. Sebbene alcune pietre fossero permanentemente cementate nel focolare della cucina al seminterrato della Casa Bianca, altre erano state estratte durante la ristrutturazione del 1949-1951. Il presidente Truman (promotore della ristrutturazione appena ricordata) inviò a ciascuna Gran loggia e corpo massonico negli USA una di queste pietre. 
La nuova mostra riportò la maggior parte di queste pietre in uno stesso posto per la prima volta dal 1951. Una nuova mostra permanente fu invece Founders' Hall ("Sala dei fondatori"), che vanta busti di Charles H. Callahan, Thomas J. Shryock, Louis H. Watres ed Elmer R. Arn. La GWMNMA ricevette anche 50 000 dollari dalla Gran loggia di California per piantare alberi in tutto il terreno disponibile.

### Nuovi programmi
La GWMNMA ha espresso la preoccupazione che il monumento sembri isolato dalla vita della città che lo circonda, e l'associazione si è data da fare per migliorarne la relazione con la comunità circostante. Per esempio, nel febbraio 1994 il monumento ha tenuto la sua prima "casa aperta." Per la prima volta il monumento restò aperto al pubblico senza obbligo di accompagnamento di una guida, e furono messi in mostra numerosi oggetti e documenti riferibili a Washington tratti dalla collezione privata della Alexandria-Washington Lodge No. 22.
Lo stesso anno, il monumento mise a disposizione il pertinente terreno agli scavi archeologici. Si ritiene che la presenza umana in Shooter's Hill risalga al 3000 a.C. Shooter's Hill è stata occupata da nativi americani, un palazzo (negli anni 1830 e 1840), una capanna di tronchi, Fort Ellsworth, un serbatoio per l'acqua potabile della città, un parco per il ballo all'aria aperta ed il campo da golf di Alexandria, a tacer di molte altre presenze. Gli archeologi del comune di Alexandria usarono georadar allo scopo di identificare i siti di interesse su Shooter's Hill, tra cui un muro di fondazione in mattoni. Nelle prime tre stagioni di scavo furono scoperti un'ascia di pietra, pezzi di vaso in ceramica, munizioni della guerra di secessione, punte di lancia nativo-americane, un cucchiaio placcato in argento, un orcio di porcellana dura, vetri colorati di vario tipo, un pezzo di gioielleria modellato a scarabeo, una tazza di età coloniale importata dall'Inghilterra e teste di bambole in biscuit. Nel 2002 il monumento aprì una mostra con l'intento di far conoscere al grande pubblico alcuni dei reperti archeologici restituiti dal terreno su cui insiste quell'istituzione.

### Delitti nel monumento
Il monumento è stato oggetto di attività criminali parecchie volte nella sua storia. La prima serie di incidenti avvenne negli anni 1960. Gli affreschi di Cox al secondo piano del monumento furono vandalizzati due volte. La prima intorno al 1960, quando qualcuno tagliò uno degli affreschi, asportando una larga porzione di dipinto. Il secondo episodio nel 1965: furono "ritagliate" due porzioni di affreschi. I vandali non furono identificati, ma gli affreschi furono ripristinati. Anche le parti all'aperto del monumento subirono ripetuti vandalismi. Negli anni 1960 e durante il decennio successivo i vandali sradicarono alberi, segarono molte cime di sempreverdi del monumento (per farne alberi di Natale), ruppero finestre con pietre, gareggiarono con dragsters sui prati e svelsero pezzi di recinto per farne legna da ardere. Ad un certo punto nel 1973 i vandalismi erano così invasivi che il personale di sorveglianza fu costretto a pattugliare nottetempo i dintorni con cani da difesa.
Il monumento ha involontariamente attratto l'attenzione di potenziali terroristi. Nell'aprile 2005 Syed Haris Ahmed, cittadino statunitense naturalizzato e studente del Georgia Institute of Technology, eseguì delle riprese video del George Washington Masonic National Memorial, del Campidoglio di Washington, del Pentagono, della direzione della Banca Mondiale ed altri edifici ed infrastrutture nell'area del Distretto di Columbia. Le autorità di polizia americane hanno scoperto successivamente che Ahmed aveva condiviso tali filmati con Younes Tsouli e Aabid Hussein Khan (uomini che poi furono condannati per fatti di terrorismo nel Regno Unito). Amed fu arrestato nel marzo 2006, e condannato nel 2009.

## Neimediae nella cultura di massa
Una scena del film Il mistero delle pagine perdute - National Treasure (poliziesco-avventura del 2007) è stata girata nel Memorial Theater. Il palco del teatro fu usato per rappresentare un'aula magna. Un'altra scena fu ripresa nella Memorial Hall.
Il monumento ebbe anche una piccola "parte" nel romanzo di successo Il simbolo perduto (Dan Brown, 2009). Si parla del monumento (che però non viene visitato dai protagonisti del romanzo) nel capitolo 78.
La pubblicazione del libro di Brown nel 2009 accese l'attenzione dei mezzi di comunicazione di massa verso il monumento. Discovery Channel girò parte di un documentario sulla massoneria nel monumento in agosto 2009 (andò in onda nell'ottobre 2009). Lo stesso Brown raccomandò a Matt Lauer, conduttore del programma TV Today, di visitare il monumento e Lauer in seguito filmò una sequenza nella sala del Royal Arch (trasmessa il 14 settembre 2009, vigilia della pubblicazione del libro di Brown). NBC Nightly News intervistò personale del monumento intorno allo stesso periodo, e anche Dateline NBC registrò nel monumento una parte del servizio sul libro di Brown (trasmesso il 16 ottobre 2009).
C-SPAN mise in onda un programma speciale sull'edificio, George Washington Masonic National Memorial, il 21 dicembre 2010 (centesimo anniversario di quando fu creata l'associazione che gestisce il monumento).